# Фестиваль Санремо
Фестиваль італійської пісні, знаніший як Фестиваль «Санремо» або просто «Санремо» — музичний фестиваль, який проводиться щороку в Італії, в Санремо, починаючи з 1951 року. У якому взяла участь значна кількість найвідоміших представників італійської музики.
З 1956 року (крім періоду з 1998 по 2010 роки) переможець «Санремо» отримує право представляти Італію на пісенному конкурсі «Євробачення», за основу якого було взято саме італійський фестиваль. Однак, співак може відмовитися від цього й віддати компанії RAI право вирішувати, хто буде представляти Італію. Цей фестиваль є однією із найбільших італійських медіа-подій й має також деякий успіх за кордоном, оскільки транслюється в прямому ефірі і по телебаченню, і по радіо. Статуетка «Лев Санремо» є найпрестижнішим досягненням для музикантів та виконавців поп-музики.
Фестиваль являє собою змагання пісень, відібраних спеціальною комісією протягов минулих місяців. Ці пісні мають бути написаними італійськими авторами італійською мовою або однією з італійських говірок й пропонуються вперше. Якщо пісня вже була десь виконана, вона карається дискваліфікацією. За виконавців голосують вибрані журі (які можуть бути демоскопічними, складатися з робітників, зі споживачів тощо), а також глядачі в режимі телеголосувння, а в минулому — учасники конкурсів іншого формату, таких як «Totip». Об'являють і дають нагороду трьом пісням, які набрати найбільше голосів (в деяких випадках вони є абсолютними переможцями) серед тих, які змагаються в основній секції, яку виконавці зазвичай називать «Великі», «Чемпіони» або «Виконавці» (іноді можуть бути подальші підрозділи, такі як «Жінки», «Чоловіки» та «Гурти») та в секції менш відомих виконавців, відому як «Нові пропозиції» чи «Молоді». Присвоюються також інші спеціальні нагороди, серед яких Премія критики Мії Мартіні, введену спеціалізованою пресою 1982 року й названу на честь співачки Мії Мартіні з 1996 року.
Спочатку виконавці виступали під фонограму, але 1985 року Клаудіо Бальйоні запросили здобути нагороду «Пісня століття», він був єдиним, хто виступив з живим звуком під гітару та фортепіано. Цим виступом Бальйоні всіх переконав, й відтоді музиканти виступають з живим звуком.
Спочатку фестиваль проводився в салоні Казино «Санремо» в січні, лютому або березні, а з 1977 року він проводиться в Театрі «Арістон», що в місті Санремо (окрім сезону 1990 року, який проводився на новому квітковому ринку, розташованому в Буззані, одному з передмість Санремо), а з 1983 року між першими числами лютого та першими десятьма числами березня.

## Історія

### Передумови (1947—1950)

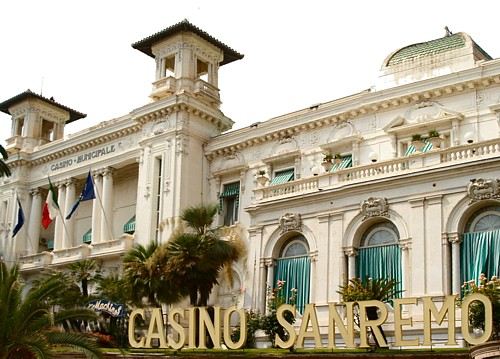
Казино «Санремо», місце проведання фестивалю з 1951 по 1976 роки

Після Другої світової війни однією з пропозицій відродити економіку та репутацію Сан-Ремо було створення щорічного музичного фестивалю, який би проводився в місті. У 1948 та 1949 роках в місті В'яреджо відбулися перші два сезони Фестивалю італійської пісні, створення якого походило від ідеї Альдо Валлероні, що з'явилася у нього 1947 року. Але через економічні проблеми у 1950 році цей захід був перерваний, він став попередником майбутнього фестивалю «Санремо». Перший сезон фестивалю у В'яреджо проводився у закладі «Capannina del Marco Polo» 25 серпня 1948 року, його переможцем став Піно Москіні з піснею «Serenata al primo amore»; а другий сезон проходив того ж самого місяця наступного року, переможцем якого став Нарчізо Паріджі з піснею «Il topo di campagna».

### Створення та перші роки (1951—1959)
Ідея фестивалю італійської пісні була відроджена в однойменному місті Санремо через два роки, але на відміну від тосканського досвіду проведення цього заходу, було вирішено провести подію в зимовий «мертвий сезон» (близько лютого), заради збільшення відвідуваності, коли морський туризм був майже відсутній.
Передумовою до цього стала зустріч Анджело Ніколи Амато, тодішнього директора з розваг та заходів в Казино «Санремо», з радіоведучим Анджело Ніццею, затятим відвідувачем муніципального казино, які вирішили створити захід музичного характеру. Для цього, Ніцца вирішив домовитися з радіокомпанією EIAR в Турині, а Амато поїхав в Мілан, щоб повідомити компаніям звукозапису про свій намір та переконати їх запросити своїх виконавців.
29 січня 1951 року відкрився перший сезон фестивалю «Санремо», його ведучим став Нунціо Філоґамо, відомий своїми радіовітаннями «близьких та далеких друзів». У цьому сезоні взяло участь усього троє виконавців: Нілла Піцці, Duo Fasano та Акілле Тольяні. Вони виконали 20 до того невиданих пісень. Сезон був сприйнятий дуже прохолодно пресою та музичними критиками, а також глядачами, які постійно їли та розмовляли під час виступів. Однак, виграла Нілла Піцці з піснею «Grazie dei fiori».
Другий сезон, окрім змін у музичному плані, мав більший успіх, на відміну від попереднього, серед авторів та музичних видавців. Кількість учасників зросла до 5, але, як і рік перед тим, перемогла Нілла Піцці з серенадою «Vola colomba». Окрім цього вона посіла друге місце з піснею «Papaveri e papere» та третє з «Una donna prega». Такий результат більше ніколи не повторився в історії фестивалю.

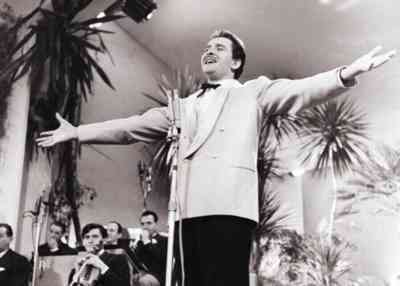
Доменіко Модуньйо під час виступу на «Санремо» 1958 року

Протягом сезону 1953 року відбулась перша суттєва зміна в регламенті фестивалю: для кожного виступу було введено обов'язкове подвійне виконання пісень під два різні оркестри, «класичного» типу (диригентом якого того року був Чініко Анджеліні) і «більш сучасного» типу (яким керував Армандо Тровайолі).
П'ятий «Санремо» 1955 року став першим сезоном, який транслювався на телеканалі Rai 1, а його фінал демонструвався у телемережі «Євробачення». 1956 року у фестивалі взяло участь шестеро виконавців, яких відібрали серед 6656 до того нікому не відомих кандидатів. Того ж року з'явився перший сезон Пісенного конкурсу «Євробачення», основою до створення якого став фестиваль «Санремо». В ньому від Італії виступила переможниця «Санремо» того року, Франка Раймонді, а також Тоніна Торріеллі, що посів на фестивалі друге місце..
У перші роки фестивалю домінувала традиційна італійська пісня, що мало цінувалася на той час серед слухачів, текст якої, на думку оглядачів, «ні на міліметр не відходив від лінії „Бог-Батьківщина-Родина“». Однак вже з піснею «Papaveri e papere» (яка сьогодні вважається «тонким висміюванням» Християнсько-демократичної партії та водночас натяком на притиск, якого зазнавали жінки у той час), а потім з піснею «Canzone da due soldi» Катіни Раньєрі, стали з'являтися тексти, які виділялися з загальної маси своєю «веселістю». Проте лише 1958 року, коли переміг Доменіко Модуньйо зі своїм хітом «Nel blu dipinto di blu», яку виконав в дуеті з Джонні Дореллі, настало «нове життя» для фестивалю та італійської естради: почали виступати автори-виконаці. Це було закріплено 1960 року перемогою Ренато Рашеля, який виконав пісню «Romantica» в дуеті з Тоні Далларою.

### Прорив 1960-х та занепад 1970-х років

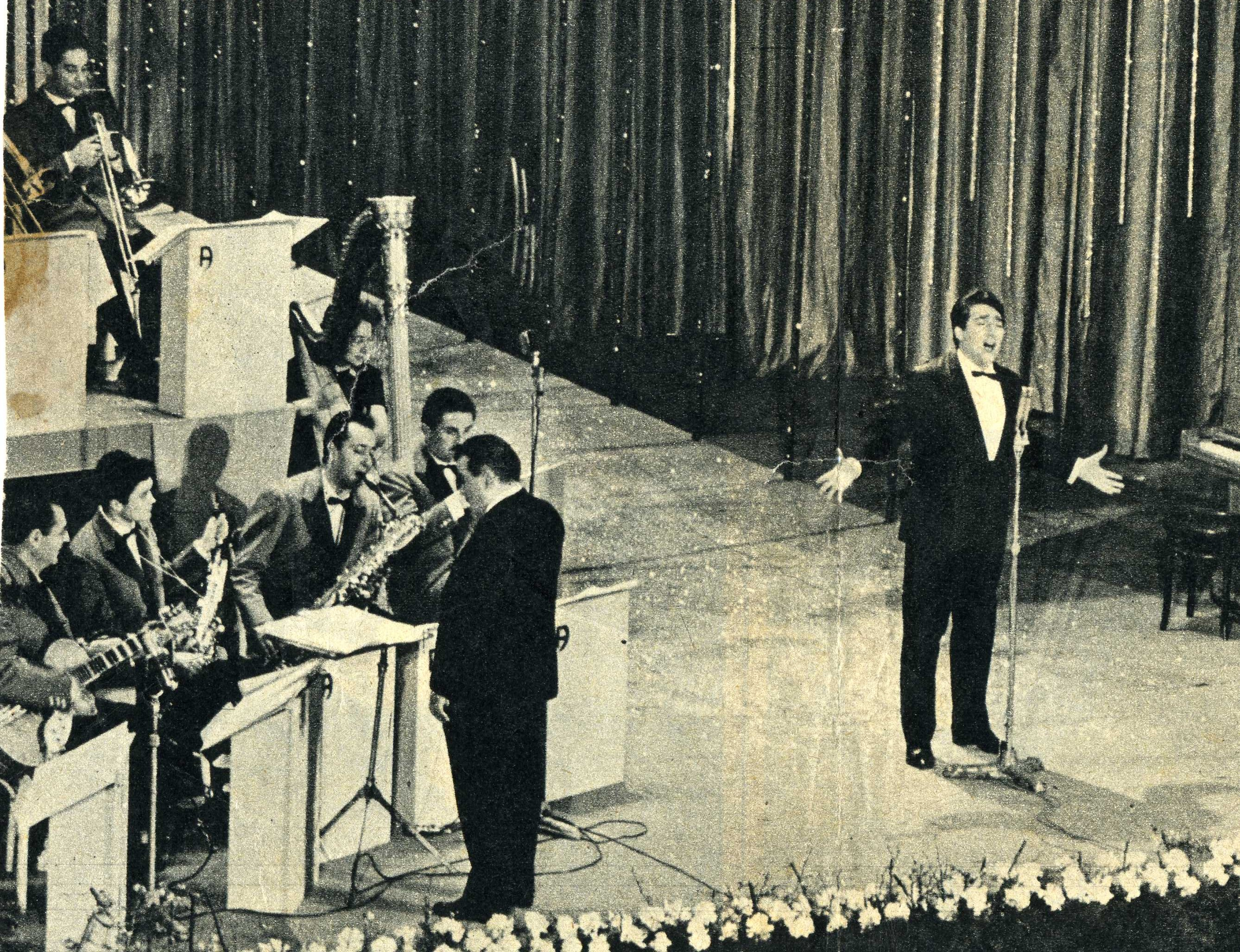
Виступ Тоні Даллари на «Санремо» 1960 року

1960-ті роки розпочались раптовою спробою італійської спілки авторів та видавців (SIAE) заборонити своїм представникам брати участь в сезоні «Санремо» 1961 року, однак це рішення не було схвалене. В наступні роки відбувся початок так званої «ери Бонджорно» (названої на честь ведучого Майка Бонджорно, що вів фестиваль з 1963 по 1967 роки), на сцені дебютували так звані «виконавці-крикуни», в числі яких були Міна (щоправда, після розчарування, якого вона зазнала 1961 року через те, що не потрапила у трійку найкращих, співачка вирішила більше ніколи не брати участі у фестивалі), Адріано Челентано та Боббі Соло, i автори-виконавці на кшталт Джино Паолі та Умберто Бінді, а також біт-ансамблі (яких, на думку оглядачів, на фестивалі скоріше «терпіли ніж підтримували», у тому числі й через організаційні проблеми). Цього періоду на фестивалі перемагала здебільшого мелодійна музика: найголовнішу перемогу цього часу отримала Джильйола Чінкветті, що 1964 року виступила з піснею «Non ho l'età», з якою вона того ж року також перемогла на пісенному конкурсі «Євробачення». Також 1964 року до участі допустили зарубіжних викнонавців (серед яких Пол Анка, Джин Пітні, Бен Кінг і Антоніо Прієто): нове правило, задумане як змагання італійських та зарубіжних співаків, насамперед мало на меті як наповнити місцеву легку музику новими виконавцями, так і розришити італійську музичну продукцію. Однак, від такої іновації відмовились 1966 року.
Цього часу на сцені «Казино» почали з'являтися пісні з протестними темами: під час сезону 1966 року, Адріано Челентано презентував пісню «Il ragazzo della via Gluck», яку відразу ж було знято зі змагання; наступного року, натяки на протест були в піснях «La rivoluzione» виконавця Джанні Петтенаті та «Proposta» гурту «I Giganti».
Фестиваль 1967 року став примітним насамперед самогубством автора-виконавця Луїджі Тенко, чия пісня «Ciao amore, ciao» (яку він виконав в дуеті з Далідою; тема самої пісні торкалася Італії, яка, попри економічне диво, ще не повністю позбулась бідності) була виключена з фіналу. Смертю Тенко, про яку під час фестивалю ведучий Майк Бонджорно майже нічого не сказав, ім'я цього виконавця навіть опустили, закінчився «золотий етап» «Санремо» й почався «новий період», який характеризувався істотними змінами не лише в країні-Італії, але й на самому фестивалі.
Сезон «Санремо» 1968 року відзначився «найбільшою спробою виконавців легкої музики донести свої слова до публіки», вперше того року фестиваль вів Піппо Баудо, а перемогу здобув Серджо Ендріго (що, на думку оглядачів, стало не лише доказом успіху авторів-виконавців на музичному ринку, а також своєрідною «компенсацією» фестивалю за випадок з Тенко). Окрім цього того року дебютували такі виконавці, як Фаусто Леалі, Аль Бано та Массімо Раньєрі, які відзначилися тим, що в їх образі тогочасна молода публіка «впізнавала себе».

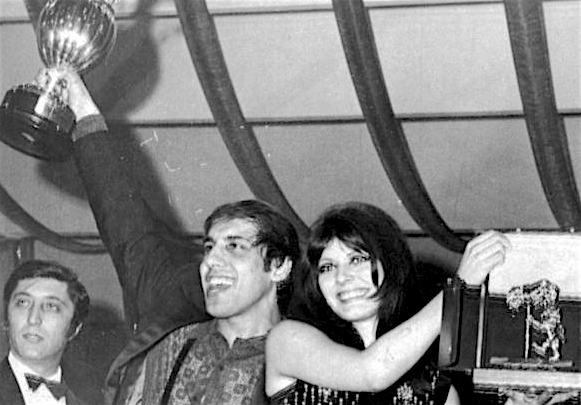
Перемога Адріано Челентано і Клаудії Морі на «Санремо» 1970 року

Сезони 1969-го (в якому перемогли Іва Дзаніккі та Боббі Соло з піснею «Zingar»), 1970-го (в якому перемогли Адріано Челентано та Клаудія Морі з піснею «Chi non lavora non fa l'amore») та 1971-го року (в якому перемогли Нада та Нікола Ді Барі з піснею «Il cuore è uno zingaro»), як і хіти Лучо Далли («4/3/1943» 1971 року та «Piazza Grande» 1972 року) і Роберто Веккйоні («L'uomo che si gioca il cielo a dadi» 1973 року) на думку оглядачів «не повною мірою унаочнили кризу фестивалю», у якого відтоді почався «період занепаду». Починаючи з 1973 року, компанія RAI вирішила транслювати лише фінальний вечір фестивалю, а в широко розрекламованій телемережі «Євробачення» Італія опинилася в одному рядку серед «відсталих країн», розташованих на сході та заході Європи: у 1973 році крім СРСР та країн країн Східного блоку до мережі приєдналися Туреччина, Кіпр, Іспанія та Португалія, в яких на той час ще існували фашистські режими. За відгуками критиків, з музичної точки зору «Санремо» поступово «скочувався на шлях еротики й порнографії», таким чином фестиваль став «тріумфом грудей і стегон» та пісень, які «спиралися на ті самі дражливі стереотипи целулоїдної еротики», через які сезон 1975 року «став найневдалішим і, якщо можна так сказати, продемонстрував позбавлений смаку розрив між реальністю і її репрезентацією». Однак, попри це, цього періоду в рамках фестивалю відбулася низка експериментів. 1974 року взяли участь 28 виконавців, поділених на дві групи — 14 «великих» (які відразу допускалися до фіналу) та 14 «нових», які боролись за чотири останні вільні місця. 1976 року виконавців поділили на п'ять груп, у кожній з яких було два «головних» учасника, які автоматично кваліфікувалися до фіналу, а також вперше скасували оркестр (замінений звичайним музичним супроводом). Наступного року скасували відсів учасників і групи, оскільки в конкурсі брало участь всього 12 пісень, але вже 1978 року відновили поділ на категорії («солісти», «гурти» та «автори-виконавці»), переможці яких потім змагались за головний титул. Окрім цього, фестиваль переїхав з «Казино», яке закрилось на ремонт, до Театру «Арістон».

### Реванш 1980-х років
Сезон 1980 року став першою ознакою щодо припинення тенденції падіння рейтингів фестивалю, він відзначився такими нововведеннями: ведучі, якими були Клаудіо Чеккетто, Роберто Беніньї та Олімпія Карлізі, вперше виконували роль не просто «оголошувача», а «головного героя розповіді»; крім того було відновлено поділ на дві категорії виконавців — «нові італійські пропозицій» (які змагалися за 8 місць у фіналі) й «великі італійські та зарубіжні виконавці» (у цю категорію входило 18 пісень, які відразу кваліфікувалися до фіналу), а також знову скасували оркестр на користь записаної музики (протягом 1980-х років були навіть випадки, коли виконавці виступали під фонограму).
Підвищення рейтингів «Санремо» призвело до того, медіакорпорація RAI вирішила «повернути право володіння» фестивалем і розпочати його «реструктуризацію», кульмінація якої припала на так звану «першу епоху ведучого Піппо Баудо» (1984—1987): за нього фестиваль здобув колишню популярність серед телеглядача, нововведеннями стало — більше «висвітлення новин та поточних події на сцені „Арістон“» й поява 1984 року нового конкурсу для «нових італійських пропозицій», що включав в себе відбір з видаленням, тоді як для категорії «чемпіонів» це не передбачалося. Окрім цього, 1982 року було створено «Премію критики», яка «офіційно зафіксувала існування розриву» між музичними смаками публіки та журі.

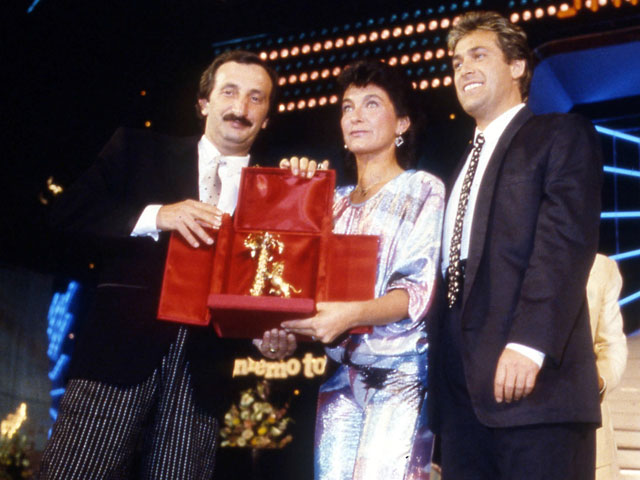
«Ricchi e Poveri» на «Санремо» 1985 року

Сезон 1986 року відзначився насамперед тим, що вперше в ролі головної ведучої стала жінка, Лоретта Годжі, але попри «перезапуск» фестивалю, багато виконавців, які з'явились на італійській естраді протягом 1970-х років, відмовились брати у ньому участь, обмежуючись лише виступом як гостей, або (рідше) авторами пісень. Найактивнішими стали виконавці, які стали відомими наприкінці 1960-х років і на початку 1970-х років (Іва Дзаніккі, Пеппіно ді Капрі, Боббі Соло, Фред Бонджусто), й ті, чия кар'єра потребувала «перезавантаження» (Лоредана Берте, Альберто Камеріні, Донателла Ретторе, Алан Сорренті, Ренато Дзеро, Анна Окса, Манго, Раф), або які назажди пов'язали своє ім'я з фестивалем (гурт «Matia Bazar», співачка Фйордалізо, Рікардо Фольї).
За винятком Аліче з піснею «Per Elisa» (з якою вона виграла сезон 1981 року), Тіціани Рівале з піснею «Sarà quel che sarà» Тіціани Рівале (з якою вона виграла сезон 1983 року) та Ероса Рамаццотті з піснею «Adesso tu di» (з якою він виграв сезон 1986 року, після перемоги 1984 року в «нових пропозиціях» з піснею «Terra promessa»), протягом 1980-х років «Санремо» обмежився нагородженням співаків, які вже були лауреатами інших конкурсів та мали вже значні здобутки, таким чином перемога на фестивалі стала для таких виконавців своєрідною «премією за [вдалу] кар'єру». Таким чином, народне голосування (здійснене через «Totip») віддало перемогу Аль Бано і Роміні Павер в сезоні 1984 року, гурту «Ricchi e Poveri» в сезоні 1985 року, Еросу Рамаццотті в сезоні 1986 року, тріо Моранді-Руджері-Тоцці в сезоні 1987 року, Массімо Раньєрі в сезоні 1988 року та Анні Оксі і Фаусто Леалі в сезоні 1989 року. Повернення на фестиваль народного журі також не змінило цю ситуацію: 1990 року перше місце дісталось гурту «Pooh», а наступного — Ріккардо Коччанте.
Тим не менш, «Санремо» послужив стартом для багатьох співаків, які потім, ставши відомими, назавжди припинили виступати на ньому: це було у випадку з Еросом Рамаццотті, Васко Россі, Джованотті, Фіореллою Манноєю та Дзуккеро, що принесли на сцену фестивалю «нове звучання» й «нові теми», але були викинуті з його турнірної таблиці (тим самим отримавши ще більшу прихільність публіки, яка більше звертала увагу на якість музики).

### Успіх 1990-х років
1990-ті роки анонсували «повернення „Санремо“», фестиваль став постійним своєрідним «місцем зустрічі» італійського суспільства (заставка сезонів 1995 та 1996 років, «Perché Sanremo è Sanremo», стала своєрідним неформальним лозунгом події): 1990 року повернули народне журі, оркестр, до змагань допустили зарубіжних виконавців, через два роки після цього ведучим знову став Піппо Баудо (він також отримав посаду артистичного директора фестивалю), окрім цього ввели відбірковий тур серед «великих виконавців», через що, на відміну від попередніх років, представники італійської естради останнього тридцятиріччя зазнавали поразки на користь «нових голосів», таких як Лаура Паузіні (переможиця сезону 1993 року в категорії «молодих виконаців» й володарка третього місця наступного року серед «чемпіонів»), Б'яджо Антоначчі, Андреа Бочеллі та Джорджа (переможиця сезону 1995 року).
1997 року переможцем фестивалю став гурт «Jalisse» з піснею «Fiumi di parole», це була остання участь Італії на «Євробаченні» у XX столітті. На таке рішення вплинуло те, що дует, який вважався фаворитом не лише у себе на батьківщині, але й за кордоном, посів лише четверте місце, через що Італія оголосила бойкот цьому конкурсу. Існує версія й про таємний саботаж з боку компанії RAI, якій прийшлося б взяти на себе небажані витрати з організації проведення наступного сезону «Євробачення» у разі перемоги.
Задля спроби «омолодити» італійську пісню, з 1995 року на фестивалі було гарантовано доступ до фіналу категорії «чемпіонів» тим, хто посів перші місця у категорії «молодих виконавців»: того року це спрацювало у випадку зі співачкою Джорджею, а протягом наступних років такий механізм сприяв «розкрутці» й низки інших виконавців (наприклад, «Jalisse», переможці сезону 1997 року, та Анналіза Мінетті, переможиця сезону 1998 року), які надалі не отримали популярності й були забуті публікою. Іншим прикладом невдалості цього механізму стало й те, що жодна з пісень, виконаних під час сезону 1998 року, не потрапила до сотні найпродаваніших синглів Італії.

### Зміни 2000-х років

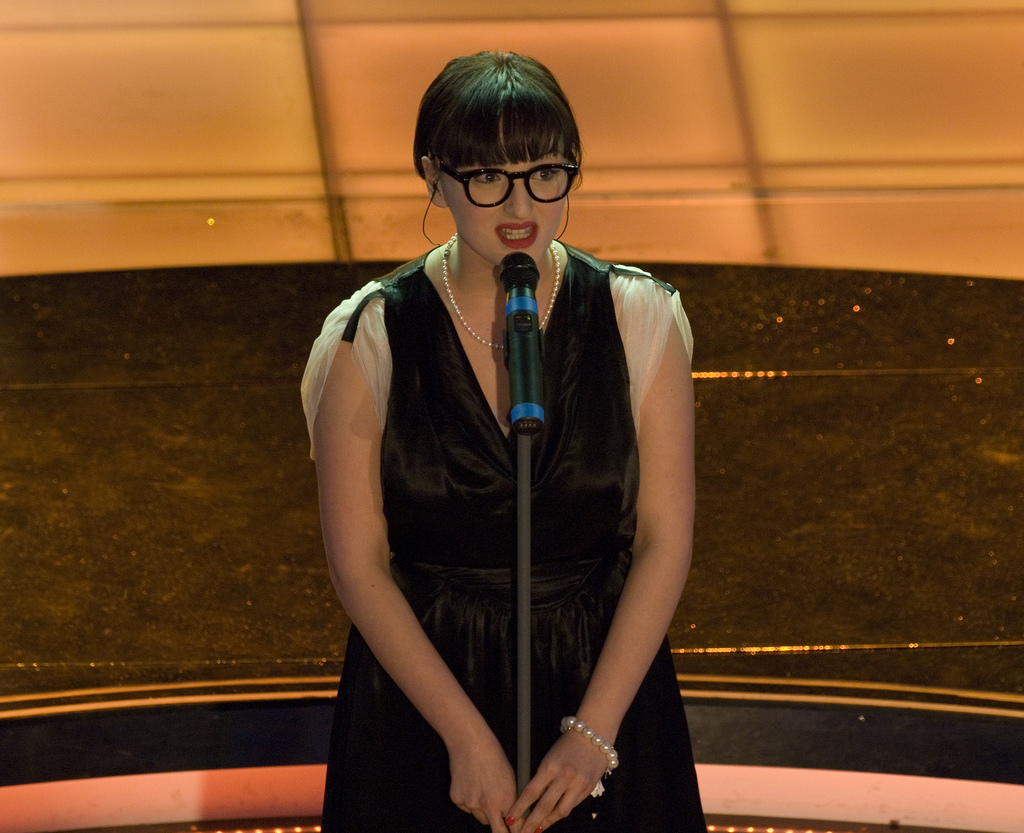
Аріза на «Санремо» 2009 року

Через невдалу ідею щодо «омолодження» італійської пісні, у 1999 році «Санремо» відкрився для «незалежної музики» на взаємовигідних умовах: оскільки фестиваль знову набував авторитету, а «незалежна музика» користувалась санремівською публічністю, задля кращих результатів продажів. Проте це не зупинило зниження рейтингу телеперегляду фестивалю у першій половині 2000-х років, яке досягло піку 2004 року (Тоні Реніс був артистичним директором, а Сімона Вентура — ведучою), коли вперше програма-конкурент (четвертий сезон «Великого брата») випередила фестиваль за кількістю переглядів, чому також сприяло бойкотування італійських лейблів та музичний мітинг, організований того року в Мантуї. Період спаду рейтингу фестивалю завершився 2007 року, коли серед чемпіонів переміг Сімоне Крістіккі з піснею «Ti regalerò una rosa», а серед молодих виконавців — Фабріціо Моро з піснею «Pensa».
Попри падіння переглядів та скандалів, сцена фестивалю «Санремо» закріпилася в перших роках XXI століття як спосіб розкрутки або перезапуску кар'єри для таких виконавців, як Дольченера (одна з переможниць відбору «Destinazione Sanremo» 2002 року), Серджо Каммар'єре (який посів третє місце в сезоні 2003 року), Повіа (переможець сезону 2006 року), Франческо Ренга (колишній участник гурту «Timoria» та переможець сезону 2005 року), Джо Ді Тонно та Лола Понсе (переможці сезону 2008 року), Трікаріко (лауреат «Премії критики» сезону 2008 року), Аріза (переможниця «SanremoLab» 2008 року та категорії «Нові пропозиції» сезонів 2009 і 2014 років), Паоло Менегуцці, Ірене Форначарі та гурт «Sonohra».
Починаючи з 2009 року, перемогою Марко Карті (який виграв пісенний конкурс «Amici» 2008 року), було анонсоване «з'єднання нових „майдачників“ віртуальної пісні», таких як «Amici» або «X Factor», з «матір'ю всіх етапів італійської пісні», фестивалем «Санремо». Це з'єднання було підтверждене 2010 року перемогою Валеріо Скану (фіналіста конкурсу «Amici» 2009 року), а також участю виконавців, розкручених завдяки талант-шоу, такими як Джузі Феррері (фіналістка конкурсу «X Factor» 2008 року), Noemi (яка брала участь на «X Factor» 2009 року та посіла третє містє на «Санремо» 2012 року), Марко Менгоні (переможець «X Factor» 2010 року і «Санремо» 2013 року), Емма Марроне (переможниця «Amici» 2010 року та «Санремо» 2010 року), Анналіза (стала фіналісткою «Amici» 2011 року й посіла третє місце на «Санремо» 2018 року), Франческа Мік'єлін (стала переможницею «X Factor» 2012 року й посідала другі місця на «Санремо» 2016 і 2021 років) й інші. Винятком у цьому сценарії стали дві виконавиці, Маліка Аян (переможниця в категорії «Молоді виконавці» 2009 року) та Ніна Дзіллі (лауреатка «Премії критики» в категорії «Нове покоління» 2010 року).
Починаючи з 2011 року, фестиваль «Санремо» знову став слугувати «механізмом» відбору представника від Італії на «Євробачення»: зокрема, 2015 року було офіційно встановлено регламентом, що переможець італійського фестивалю їде преставляти Італію на «Євробаченні», якщо він сам від цього не відмовиться.

### Перезапуск 2010-х років

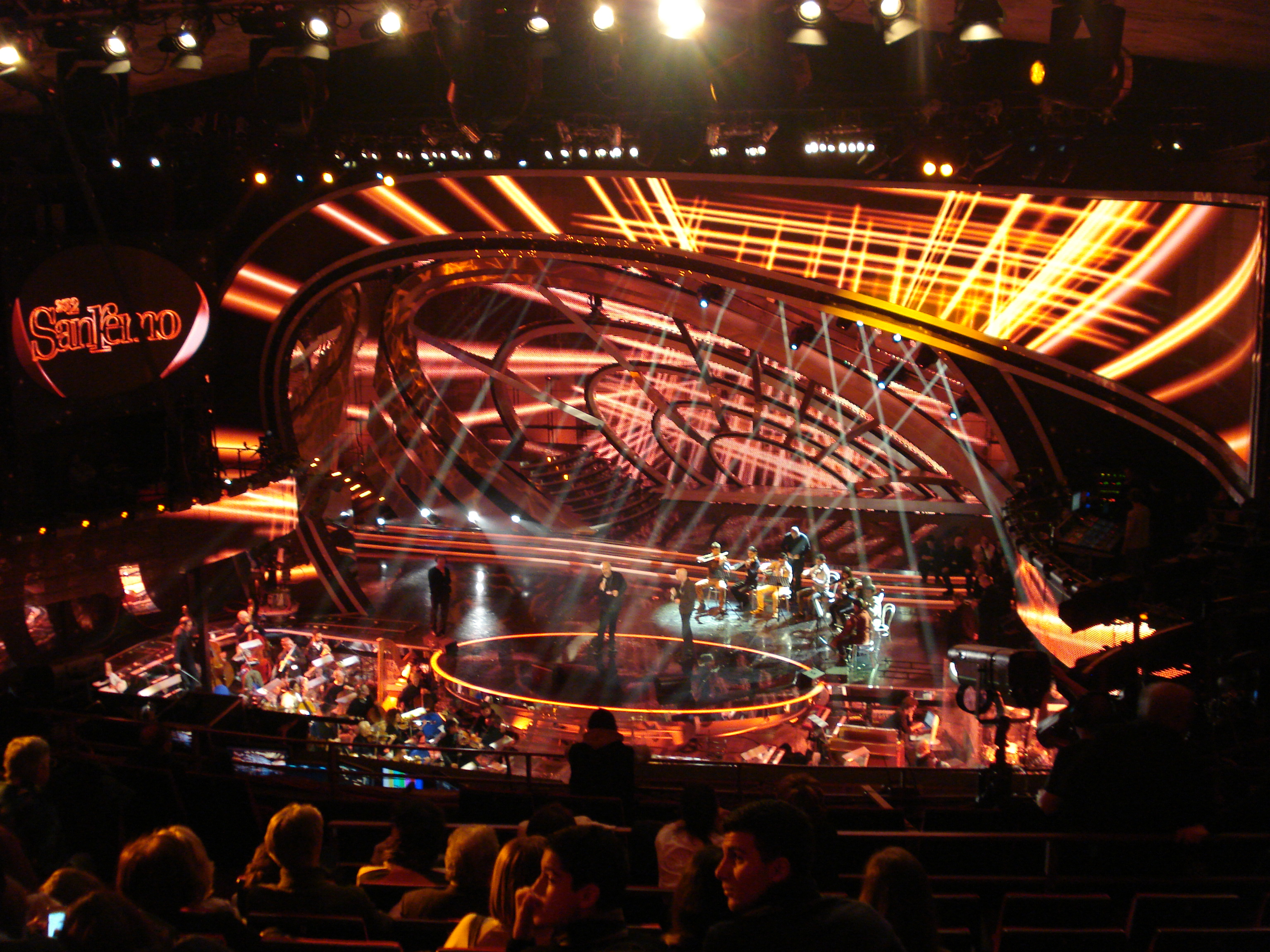
Сцена «Санремо» 2012 року

Під художнім керівництвом Фабіо Фаціо у сезонах 2013 та 2014 років кількість артистів із талант-шоу значно скоротилася на користь представників «менш типових» для «Санремо» музичних жанрів, включаючи гурт «The Bloody Beetroots» (електронна музика), Джуліано Палму (ска), гурт «Perturbazione» (інді-рок). Хоча сезони, які керував та вів Фабіо Фаціо, не мали успіху з точки зору телерейтингів, вони стали попередником нової системи стилістичного відбору пісень, який був закріплений у наступних сезонах фестивалю.
Під час сезонів 2015, 2016 та 2017 років, ведучим та директором яких був Карло Конті, радіо стало привілейованим критерієм відбору пісень до «Санремо», що порушило парадигму, згідно з якою до цього моменту здебільшого на фестиваль відбиралися любовні балади. Під час сезону 2015 року «Санремо» остаточно був пов'язаний з пісенним конкурсом «Євробачення», оскільки його регламент встановлював, що пісня-переможець фестивалю автоматично стає предстаницею Італії на цьому європейському конкурсі вокалістів, якщо її виконавець не відмовляється від цього.
Про успіх та високий рівень організації цих сезонів свідчив й той факт, що учасники молодіжної категорії: зокрема, троє з чотирьох фіналістів сезону 2016 року отримали перемогу протягом наступних років — Франческо Габбані (переможець фестивалю 2017 року), Ермаль Мета (2018) та Махмуд (2019).
У наступних сезонах 2018 та 2019 років, які вів Клаудіо Бальйоні, пісні видалялися протягом відбіркового туру самими виконавцями. Максимальну тривалість пісень також було збільшено з трьох з половиною хвилин до чотирьох, що також позитивно вплинуло на якість пісень фестивалю. Перемога Махмуда у сезоні 2019 року з піснею «Soldi» стала ознакою явного розриву з минулою концепцією фестивалю, оскільки вона належить до жанру урбан, який до цього часу не відбирався на «Санремо». Таким чином ще більше «зближуючись» з публікою, фестиваль привертав ще й увагу компаній звукозапису, які користувалися можливістю розширити аудиторію шанувальників певних співаків. Згодом Махмуд посів друге місце на «Євробаченні» 2019 року з тією ж піснею й здобув міжнародну популярність.

### 2020-ті роки
Починаючи з 2020 року «Санремо» керує та веде Амадей, якому у цій справі вдалося досягти хороших результатів з погляду телерейтингів фестивалю. Сезон «Санремо» 2021 року був відзначений пандемією COVID-19 через що під час проведення фестивалю в перші місяці 2021 року діяли карантинні обмеження. Фестиваль вперше у своїй історії проходив без публіки в Театрі «Арістон»; при цьому захід проходив цілком у березні, а саме з 2 по 6, як це вже було 2004 року. Попри труднощі проведення та явно нижчі рейтинги переглядів порівняно з попереднім роком, на фестивалі вперше побачив свій тріумф рок-гурт «Måneskin», який з хардроковою піснею «Zitti e buona» окрім цього виграв пісенний конкурс «Євробачення 2021», отримавши міжнародний успіх.
Сезон «Санремо» 2022 року, що характеризувався рекордною аудиторією, був відзначений перемогою пісні «Brividi», яку виконав Бланко у парі з Махмудом, що вже перемагав під час сезону фестивалю 2019 року. Таким чином, перемога дозволила дуету представити Італію на пісенному конкурсі «Євробачення 2022», що проходив в Турині.

## Хронологія
У цьому переліку показані зміни та нововведення до регламенту фестивалю «Санремо» за роками:
- 1951 — перший сезон. Йде змагання двадцяти пісень від трьох виконавців — Нілла Піцці, Акілле Тольяні та Duo Fasano;
- 1952 — співачка Нілла Піцці отримує всі перші три місця фестивалю, відповідно з піснями «Vola colomba», «Papaveri e papere» та «Una donna prega». Це єдиний випадок в історії фестивалю;
- 1953 — для кожної пісні вводиться подвійне виконання та оркестрове акомпанування. Такий формат триватиме до 1971 року, за винятком сезону 1956 року, а також (хоч у трохи іншому вигляді) протягом сезонів 1990 та 1991 років;
- 1955 — фестиваль «Санремо» вперше транслюється по телебаченню;
- 1956 — телерадіокомпанія RAI відбирає виконавців на фестиваль через конкурс «Нові голоси», який було введено рік до того; з 6646-ти надісланих кандидатур було вибрано лише шість виконавців. Також того року вперше відбувся пісенний конкурс «Євробачення», де виконавець від Італії, відбирався серед учасників «Санремо». Окрім цього, до 1966 року, як і у 1972, 1997, 2013, 2015, 2017, 2018 та 2019 роках, на «Євробаченні» звучала пісня, яка перемогла на «Санремо»;
- 1958 — перша трансляція «Євробачення»;
- 1961 — остаточний порядок учасників визначається через «Enalotto» та оголошується через тиждень після фіналу;
- 1964 — цього сезону, як і наступного року, виступи проходили парами — запрошувався один із всесвітньо відомих виконавців, який, за деякими винятками, міг співати італійською. Починаючи з цього року, окрім 1975-го, відбірковою комісією спочатку вибиралися виконавці для фестивалю, а потім, пісні для них. До цього, спочатку вибиралися пісні, а потім, виконвці для них;
- 1965 — останній сезон, у якому італійські виконавці могли виконувати більше, ніж одну пісню, тим часом як зарубіжні виконавці мали таку можливість ще два наступні роки;
- 1967 — самогубство одного з учасників, Луїджі Тенко, не допущеного до фіналу;
- 1968 — починаючи з цього року, кожний виконавець (як італійський, так і зарубіжний) може брати участь лише з однією піснею;
- 1972 — відновлення правила, щодо єдиного виконання кожної пісні;
- 1973 — перший сезон фестивалю, знятий кольоровими камерами для зарубіжного телебачення — в Італії «Санремо» транслювався в чорно-білому форматі до 1977 року, коли на ринку з'явилися апарати, які ловили кольоровий сигнал. З цього року по 1980-й компанія RAI транслює по телебаченню лише вечір фіналу, а попередні випуски фестивалю транслювалися тільки по радіо;
- 1974 — вперше виконавці поділяються на «великих», які допускаються у фінал, та «нових», для яких вводиться додаткове голосування;
- 1976 — вперше пісні виконуються під фонограму, попри наявність оркестру; це останній сезон, що проводився в Казино «Санремо»;
- 1977 — фестиваль перенесено до Театру «Арістон». Перший сезон, що транслюється в кольоровому форматі також в Італії через систему PAL;
- 1978 — RAI транслює лише фінал фестивалю, по радіо і по телебаченню;
- 1980 — скасовується оркестр. Усі виконавці виступають під фонограму;
- 1981 — цього сезону, й наступних трьох, допускається участь принаймні однієї пісні повністю іноземною мовою, за умови, що хоча б один з авторів — італієць. RAI знову транслює весь фестиваль по телебаченню;
- 1982 — вводиться «Премія критики»;
- 1984 — вперше «великі італійці» та «іноземці», голосування за яких проходило в рамках конкурсу «Totip», являли собою окрему категорію від «нових італійських пропозицій», рейтинг яких визначали за допомогою соцопитувань. Крім того, цього та наступного сезонів всі виступи проходили повністю під фонограму;
- 1986 — вперше головною ведучою фестивалю стала жінка, Лоретта Годжі; відновлюється живе виконання пісень під раніше записану мінусівку;
- 1987 — перший сезон, під час якого використана нова система обліку даних прослуховування «Auditel». Цей сезон на сьогоднішній день є найпопулярнішим за всю історію фестивалю;
- 1989 — між категорією найпопулярніших артистів, під назвою «чемпіони», і категорією «новачків» (цього року мала назву «нові») — з'являється категорія «виникаючі», яка існувала лише цього сезону;
- 1990 — повертається живий оркестр та народне журі для всіх співаків. З 1977 року це перший фестиваль, проведений не в Театрі «Арістон», який закрився на ремонт, а у павільйоні Квіткового ринку, який отримав назву «Палафйорі» (не плутати з тим ринком, що знаходиться в центрі міста Санремо, з часу відновлення старого Квіткового ринку), в місцевості Валле Армеа, що в комуні Санремо;
- 1991 — фестиваль повертається до Театру «Арістон»;
- 1992 — цього та наступного сезону для «чемпіонів» відновлюється відбірковий тур у фіналі;
- 1994 — RAI знову займається організацією фестивалю;
- 1996 — категорія «нові пропозиції» допускається до заключного вечору, який присвячується їй. З цього сезону «Премія критики» отримує ім'я Мії Мартіні, яка померла 1995 року.
- 1997 — запроваджено «журі по якості», що складається з діячів індустрії розваг (такий формат буде до 2003 року, потім 2007 та 2008 років і знову з 2013 по 2019 роки). На фестивалі перемагає гурт «Jalisse», Італія не братиме участі в «Євробаченні» до 2011 року;
- 1998 — виконавці, які посідають перші три місця серед «молодих», отримують право змагатися у фіналі з «чемпіонами». Співачка Анналіза Мінетті отримує перемогу в обох категоріях, цей рекорд досі залишається непобитим;
- 2002 — відновлюється відбірковий тур «молодих», серед яких за фіналістів голосує журі;
- 2004 — скасований поділ виконавців на категорії, вводиться СМС-голосування, вперше фестиваль поступається іншій програмі за кількістю переглядів;
- 2005 — з'являється поділ на декілька категорій з відбірковим туром, переможці категорій змагаються за загальну перемогу, відновлюється мішане голосування між різними видами журі;
- 2007 — відновлення поділу на лише дві кагорії — «чемпіони» та «молоді», причому тільки останні можуть вилучатися;
- 2008 — вперше іноземна співачка, аргетинка Лола Понсе, виграє в категорії «чемпіонів» у дуеті з Джо Ді Тонно з піснею «Colpo di fulmine» (не рахуючи іноземців, які брали участь у фестивалі в роки подвійного виконання пісень). До сьогодні цей сезон фестивалю вважається найменш популярним;
- 2009 — перший сезон, що транслюється в форматі 16:9 по цифровому телебаченню в італійських областях, які ловили такий сигнал, й у високій роздільній здатності в «експериментальних» областях. Завдяки телеголосуванню, глядачі могли повернути двох виконавців з шести вилучених (такий формат використовувався раніше у 1960-х роках);
- 2010 — одне з місць серед «артистів» віддається переможцю талант-шоу «X Factor» як додаткова нагорода за перемогу;
- 2011 — після 14 років, фестиваль знову служить відбором представника Італії на «Євробачення»;
- 2012 — вперше «Санремо», а точніше його фінал, транслюється на сайті «Eurovision.tv», оскільки він затверджений як відбір на «Євробачення» (як і у 2013, 2015, 2016, 2017, 2018 та 2019 роках), з коментарями в прямому ефірі й соцмережах «Facebook» та «Твіттер»;
- 2013 — кожний співак із категорії «чемпіонів» виступає з двома піснями, лише одна з яких доходить до фіналу, таким чином, скасовується відбірковий тур для «чемпіонів». Вечір дуетів та основний вечір заходу об'єднуються в один вечір (четвертий), до «молодих» допускаються лише повнолітні виконавці. Скасовується журі соцопитуваннь та повертається «журі по якості»;
- 2015 — відновлюється обмеження щодо виконання лише однієї пісні, як для «чемпіонів» (для яких також відновлюються відбірковий тур), так і для «молодих». За офіційним регламентом, починаючи з цього року, переможець у категорії «чемпіонів», має право представити Італію на «Євробаченні», якщо не відмовиться від цього;
- 2016 — із п'яти пісень, вилучених в передостанній вечір, можна повернути одну через телеголосування (тільки для «чемпіонів»);
- 2017 — число учасників у категорії «чемпіони» збільшується з 20-ти до 22-х;
- 2018 — число учасників у категорії «чемпіони» знову зменшується до 20-ти, скасовуються відбірковий тур для обох категорій (всі учасники допускаються до фіналу), «вечір каверів» замінюється «вечером дуетів», на якому кожний співак виконує свою пісню разом з гостем на свій вибір;
- 2019 — виконавці не поділяються на категорії, число учасників у категорії «чемпіонів» збільшується з 20-ти до 24-х, з яких двоє учасників отримали право на участь у фестивалі як переможці «Sanremo Giovani 2018».
- 2020 — число «великих» учасників знову зменшується до 22-ти, відновлюється категорія «нові пропозиції». З нагоди 70-річчя фестивалю, третій вечір, який називається «Санремо-70», присв'ячується перевиконанню учасниками деяких пісень, які потрапили в історію фестивалю «Санремо».
- 2021 — число учасників у категорії «чемпіони» збільшуються до 26-ти. Третій вечір присв'ячений авторській пісні — учасники конкурсу переспівують пісні, що потрапили в історію музики. У зв'язку з пандемією вірусу COVID-19 на фестивалі вперше немає глядачів.
- 2022 — відсутній поділ артистів на категорії, як це було під час сезону 2019 року. Кількість учасників зросла до 25, спочатку їх було 24, троє з них потрапили на фестиваль як переможці «Sanremo Giovani 2021». Вечір каверів, який у двох попередніх сезонах проходив у третій вечір, відбувається четвертого вечору й присвячується італійським та міжнародним хітам 1960-х, 1970-х, 1980-х і 1990-х років.

## Сезони
| Сезон | Рік  | Період                 | Вечори | Ведучий                                                            | Художній керівник                                | Місце                                   |
| ----- | ---- | ---------------------- | ------ | ------------------------------------------------------------------ | ------------------------------------------------ | --------------------------------------- |
| 1     | 1951 | 29 — 31 січня          | 3      | Нунціо Філогамо                                                    | Джуліо Радзі                                     | Казино «Санремо»                        |
| 2     | 1952 | 28 — 30 січня          | 3      | Нунціо Філогамо                                                    | Джуліо Радзі                                     | Казино «Санремо»                        |
| 3     | 1953 | 29 — 31 січня          | 3      | Нунціо Філогамо                                                    | Джуліо Радзі                                     | Казино «Санремо»                        |
| 4     | 1954 | 28 — 30 січня          | 3      | Нунціо Філогамо                                                    | Джуліо Радзі                                     | Казино «Санремо»                        |
| 5     | 1955 | 27 — 29 січня          | 3      | Армандо Підзо                                                      | Джуліо Радзі                                     | Казино «Санремо»                        |
| 6     | 1956 | 8 — 10 березня         | 3      | Фаусто Томмеї                                                      | Джуліо Радзі                                     | Казино «Санремо»                        |
| 7     | 1957 | 7 — 9 лютого           | 3      | Нунціо Філогамо                                                    | Джуліо Радзі                                     | Казино «Санремо»                        |
| 8     | 1958 | 30 січня — 1º лютого   | 3      | Джанні Агус                                                        | Акілле Каяфа                                     | Казино «Санремо»                        |
| 9     | 1959 | 29 — 31 січня          | 3      | Енцо Тортора                                                       | Едоардо Фоско                                    | Казино «Санремо»                        |
| 10    | 1960 | 28 — 30 січня          | 3      | Паоло Феррарі і Енцо Сампо                                         | Еціо Радаеллі                                    | Казино «Санремо»                        |
| 11    | 1961 | 26 січня — 6 лютого    | 4      | Ліллі Лембо                                                        | Еціо Радаеллі                                    | Казино «Санремо»                        |
| 12    | 1962 | 8 — 18 лютого          | 4      | Ренато Тальяні                                                     | Джанні Равера                                    | Казино «Санремо»                        |
| 13    | 1963 | 7 — 9 лютого           | 3      | Майк Бонджорно                                                     | Джанні Равера                                    | Казино «Санремо»                        |
| 14    | 1964 | 30 січня — 1º лютого   | 3      | Майк Бонджорно                                                     | Джанні Равера                                    | Казино «Санремо»                        |
| 15    | 1965 | 28 — 30 січня          | 3      | Майк Бонджорно                                                     | Джанні Равера                                    | Казино «Санремо»                        |
| 16    | 1966 | 27 — 29 січня          | 3      | Майк Бонджорно                                                     | Джанні Равера                                    | Казино «Санремо»                        |
| 17    | 1967 | 26 — 28 січня          | 3      | Майк Бонджорно                                                     | Джанні Равера                                    | Казино «Санремо»                        |
| 18    | 1968 | 1º — 3 лютого          | 3      | Піппо Баудо                                                        | Джанні Равера                                    | Казино «Санремо»                        |
| 19    | 1969 | 30 січня — 1º лютого   | 3      | Нуччо Коста                                                        | Еціо Радаеллі                                    | Казино «Санремо»                        |
| 20    | 1970 | 26 — 28 лютого         | 3      | Нуччо Коста                                                        | Джанні Равера і Еціо Радаеллі                    | Казино «Санремо»                        |
| 21    | 1971 | 25 — 27 лютого         | 3      | Карло Джуффре і Ельза Мартінеллі                                   | Джанні Равера і Еціо Радаеллі                    | Казино «Санремо»                        |
| 22    | 1972 | 24 — 26 лютого         | 3      | Майк Бонджорно                                                     | Еліо Гіганте                                     | Казино «Санремо»                        |
| 23    | 1973 | 8 — 10 березня         | 3      | Майк Бонджорно                                                     | Вітторіо Сальветті                               | Казино «Санремо»                        |
| 24    | 1974 | 7 — 9 березня          | 3      | Коррадо                                                            | Джанні Равера, Вітторіо Сальветті і Еліо Гіганте | Казино «Санремо»                        |
| 25    | 1975 | 27 лютого — 1º березня | 3      | Майк Бонджорно                                                     | Бруно Паллезі                                    | Казино «Санремо»                        |
| 26    | 1976 | 19 — 21 лютого         | 3      | Джанкарло Гвардабаззі                                              | Вітторіо Сальветті                               | Казино «Санремо»                        |
| 27    | 1977 | 3 — 5 березня          | 3      | Майк Бонджорно                                                     | Вітторіо Сальветті                               | Театр «Арістон»                         |
| 28    | 1978 | 26 — 28 січня          | 3      | Марія Джованна Елмі                                                | Вітторіо Сальветті                               | Театр «Арістон»                         |
| 29    | 1979 | 11 — 13 січня          | 3      | Майк Бонджорно                                                     | Джанні Равера                                    | Театр «Арістон»                         |
| 30    | 1980 | 7 — 9 лютого           | 3      | Клаудіо Чеккетто                                                   | Джанні Равера                                    | Театр «Арістон»                         |
| 31    | 1981 | 5 — 7 лютого           | 3      | Клаудіо Чеккетто                                                   | Джанні Равера                                    | Театр «Арістон»                         |
| 32    | 1982 | 28 — 30 січня          | 3      | Клаудіо Чеккетто                                                   | Джанні Равера                                    | Театр «Арістон»                         |
| 33    | 1983 | 3 — 5 лютого           | 3      | Андреа Джордана                                                    | Джанні Равера                                    | Театр «Арістон»                         |
| 34    | 1984 | 2 — 4 лютого           | 3      | Піппо Баудо                                                        | Джанні Равера                                    | Театр «Арістон»                         |
| 35    | 1985 | 7 — 9 лютого           | 3      | Піппо Баудо                                                        | Джанні Равера                                    | Театр «Арістон»                         |
| 36    | 1986 | 13 — 15 лютого         | 3      | Лоретта Годжі                                                      | Джанні Равера                                    | Театр «Арістон»                         |
| 37    | 1987 | 4 — 7 лютого           | 4      | Піппо Баудо                                                        | Марко Равера                                     | Театр «Арістон»                         |
| 38    | 1988 | 24 — 27 лютого         | 4      | Мігель Бозе і Габріелла Карлуччі                                   | Марко Равера                                     | Театр «Арістон»                         |
| 39    | 1989 | 21 — 25 лютого         | 5      | Розіта Челентано, Паола Домінгвін, Денні Квін і Джанмарко Тоньяцці | Адріано Арагодзіні                               | Театр «Арістон»                         |
| 40    | 1990 | 28 лютого — 3 березня  | 4      | Джонні Дореллі і Габріелла Карлуччі                                | Адріано Арагодзіні                               | Новий квітковий ринок Буззани (Санремо) |
| 41    | 1991 | 27 лютого — 2 березня  | 4      | Андреа Оккіпінті і Едвіж Фенек                                     | Адріано Арагодзіні                               | Театр «Арістон»                         |
| 42    | 1992 | 26 — 29 лютого         | 4      | Піппо Баудо                                                        | Адріано Арагодзіні                               | Театр «Арістон»                         |
| 43    | 1993 | 23 — 27 лютого         | 4      | Піппо Баудо                                                        | Адріано Арагодзіні                               | Театр «Арістон»                         |
| 44    | 1994 | 23 — 26 лютого         | 4      | Піппо Баудо                                                        | Піппо Баудо                                      | Театр «Арістон»                         |
| 45    | 1995 | 21 — 25 лютого         | 5      | Піппо Баудо                                                        | Піппо Баудо                                      | Театр «Арістон»                         |
| 46    | 1996 | 20 — 24 лютого         | 5      | Піппо Баудо                                                        | Піппо Баудо                                      | Театр «Арістон»                         |
| 47    | 1997 | 18 — 22 лютого         | 5      | Майк Бонджорно                                                     | Піно Донаджо, Джорджо Мородер і Карла Вістаріні  | Театр «Арістон»                         |
| 48    | 1998 | 24 — 28 лютого         | 5      | Раймондо В'янелло                                                  | Маріо Маффуччі                                   | Театр «Арістон»                         |
| 49    | 1999 | 23 — 27 лютого         | 5      | Фабіо Фаціо                                                        | Маріо Маффуччі                                   | Театр «Арістон»                         |
| 50    | 2000 | 21 — 26 лютого         | 5      | Фабіо Фаціо                                                        | Маріо Маффуччі                                   | Театр «Арістон»                         |
| 51    | 2001 | 26 лютого — 3 березня  | 5      | Раффаелла Карра                                                    | Маріо Маффуччі                                   | Театр «Арістон»                         |
| 52    | 2002 | 5 — 9 березня          | 5      | Піппо Баудо                                                        | Піппо Баудо                                      | Театр «Арістон»                         |
| 53    | 2003 | 4 — 8 березня          | 5      | Піппо Баудо                                                        | Піппо Баудо                                      | Театр «Арістон»                         |
| 54    | 2004 | 2 — 6 березня          | 5      | Сімона Вентура                                                     | Тоні Реніс                                       | Театр «Арістон»                         |
| 55    | 2005 | 1º — 5 березня         | 5      | Паоло Боноліс                                                      | Паоло Боноліс                                    | Театр «Арістон»                         |
| 56    | 2006 | 27 лютого — 4 березня  | 5      | Джорджо Панаріелло                                                 | Джорджо Панаріелло                               | Театр «Арістон»                         |
| 57    | 2007 | 27 лютого — 3 березня  | 5      | Піппо Баудо                                                        | Піппо Баудо                                      | Театр «Арістон»                         |
| 58    | 2008 | 25 лютого — 1º березня | 5      | Піппо Баудо і П'єро К'ямбретті                                     | Піппо Баудо                                      | Театр «Арістон»                         |
| 59    | 2009 | 17 — 21 лютого         | 5      | Паоло Боноліс і Лука Лауренті                                      | Паоло Боноліс                                    | Театр «Арістон»                         |
| 60    | 2010 | 16 — 20 лютого         | 5      | Антонелла Клерічі                                                  | Джанмарко Мацці                                  | Театр «Арістон»                         |
| 61    | 2011 | 15 — 19 лютого         | 5      | Джанні Моранді                                                     | Джанмарко Мацці                                  | Театр «Арістон»                         |
| 62    | 2012 | 14 — 18 лютого         | 5      | Джанні Моранді                                                     | Джанмарко Мацці                                  | Театр «Арістон»                         |
| 63    | 2013 | 12 — 16 лютого         | 5      | Фабіо Фаціо і Лучана Літтідзетто                                   | Фабіо Фаціо                                      | Театр «Арістон»                         |
| 64    | 2014 | 18 — 22 лютого         | 5      | Фабіо Фаціо і Лучана Літтідзетто                                   | Фабіо Фаціо                                      | Театр «Арістон»                         |
| 65    | 2015 | 10 — 14 лютого         | 5      | Карло Конті                                                        | Карло Конті                                      | Театр «Арістон»                         |
| 66    | 2016 | 9 — 13 лютого          | 5      | Карло Конті                                                        | Карло Конті                                      | Театр «Арістон»                         |
| 67    | 2017 | 7 — 11 лютого          | 5      | Карло Конті і Марія Де Філіппі                                     | Карло Конті                                      | Театр «Арістон»                         |
| 68    | 2018 | 6 — 10 лютого          | 5      | Клаудіо Бальйоні, Мішель Хунцікер і П'єрфранческо Фавіно           | Клаудіо Бальйоні                                 | Театр «Арістон»                         |
| 69    | 2019 | 5 — 9 лютого           | 5      | Клаудіо Бальйоні, Клаудіо Бізіо і Вірджинія Раффаеле               | Клаудіо Бальйоні                                 | Театр «Арістон»                         |
| 70    | 2020 | 4 — 8 лютого           | 5      | Амадей і Фіорелло                                                  | Амадей                                           | Театр «Арістон»                         |
| 71    | 2021 | 2 — 6 березня          | 5      | Амадей і Фіорелло                                                  | Амадей                                           | Театр «Арістон»                         |
| 72    | 2022 | 1º — 5 лютого          | 5      | Амадей                                                             | Амадей                                           | Театр «Арістон»                         |

## Переможці

### Категорія «Чемпіони»
| Рік  | Переможці                                      | Переможці                        | Друге місце                                       | Друге місце                                     | Третє місце                                     | Третє місце                                     |
| Рік  | Виконавець                                     | Пісня                            | Виконавець                                        | Пісня                                           | Виконавець                                      | Пісня                                           |
| ---- | ---------------------------------------------- | -------------------------------- | ------------------------------------------------- | ----------------------------------------------- | ----------------------------------------------- | ----------------------------------------------- |
| 1951 | Нілла Піцці                                    | Grazie dei fiori                 | Нілла Піцці і Акілле Тольяні                      | La luna si veste d'argento                      | Акілле Тольяні                                  | Serenata a nessuno                              |
| 1952 | Нілла Піцці                                    | Vola colomba                     | Нілла Піцці                                       | Papaveri e papere                               | Нілла Піцці                                     | Una donna prega                                 |
| 1953 | Карла Боні і Фло Сендон'с                      | Viale d'autunno                  | Нілла Піцці і Тедді Рено                          | Campanaro                                       | Акілле Тольяні і Тедді Рено                     | Lasciami cantare una canzone                    |
| 1953 | Карла Боні і Фло Сендон'с                      | Viale d'autunno                  | Нілла Піцці і Тедді Рено                          | Campanaro                                       | Джино Латілла і Джорджо Консоліні               | Vecchio scarpone                                |
| 1954 | Джорджо Консоліні і Джино Латілла              | Tutte le mamme                   | Катіна Раньєрі і Акілле Тольяні                   | Canzone da due soldi                            | Джино Латілла і Франко Річчі                    | ...e la barca tornò sola                        |
| 1955 | Клаудіо Вілла і Тулліо Пане                    | Buongiorno tristezza             | Клаудіо Вілла і Тулліо Пане                       | Il torrente                                     | Наталіно Отто і Trio Aurora                     | Canto nella valle                               |
| 1956 | Франка Раймонді                                | Aprite le finestre               | Тоніна Торр'єллі                                  | Amami se vuoi                                   | Лучана Гонзалес                                 | La vita è un paradiso di bugie                  |
| 1957 | Клаудіо Вілла і Нунціо Галло                   | Corde della mia chitarra         | Клаудіо Вілла і Джорджо Консоліні                 | Usignolo                                        | Джино Латілла e Тоніна Торр'єллі                | Scusami                                         |
| 1958 | Доменіко Модуньйо і Джонні Дореллі             | Nel blu dipinto di blu           | Нілла Піцці і Тоніна Торр'єллі                    | L'edera                                         | Джино Латілла і Нілла Піцці                     | Amare un'altra                                  |
| 1959 | Доменіко Модуньйо і Джонні Дореллі             | Piove (ciao ciao bambina)        | Артуро Теста і Джино Латілла                      | Io sono il vento                                | Тедді Рено і Акілле Тольяні                     | Conoscerti                                      |
| 1960 | Тоні Даллара і Ренато Рашел                    | Romantica                        | Доменіко Модуньйо і Тедді Рено                    | Libero                                          | Вілма Де Анджеліс і Джо Сантьєрі                | Quando vien la sera                             |
| 1961 | Бетті Куртіс і Лучано Тайолі                   | Al di là                         | Адріано Челентано і Літтл Тоні                    | 24 mila baci                                    | Мільва і Джино Латілла                          | Il mare nel cassetto                            |
| 1962 | Доменіко Модуньйо і Клаудіо Вілла              | Addio… addio                     | Серджо Бруні і Мільва                             | Tango italiano                                  | Серджо Бруні і Ернесто Боніно                   | Gondolì gondolà                                 |
| 1963 | Тоні Реніс і Еміліо Періколі                   | Uno per tutte                    | Клаудіо Вілла і Євгенія Фолігатті                 | Amor mon amour my love                          | Піно Донаджо і Кокі Мадзетті                    | Giovane giovane                                 |
| 1964 | Джильйола Чінкветті і Патріція Карлі           | Non ho l'età (per amarti)        | Рівні заслуги від другої до одинадцятої позиції   | Рівні заслуги від другої до одинадцятої позиції | Рівні заслуги від другої до одинадцятої позиції | Рівні заслуги від другої до одинадцятої позиції |
| 1965 | Боббі Соло і The New Christy Minstrels         | Se piangi se ridi                | Рівні заслуги від другої до одинадцятої позиції   | Рівні заслуги від другої до одинадцятої позиції | Рівні заслуги від другої до одинадцятої позиції | Рівні заслуги від другої до одинадцятої позиції |
| 1966 | Доменіко Модуньйо і Джильйола Чінкветті        | Dio come ti amo                  | Катеріна Казеллі і Джин Пітні                     | Nessuno mi può giudicare                        | Вілма Гойч і Les Surfs                          | In un fiore                                     |
| 1967 | Клаудіо Вілла і Іва Заніккі                    | Non pensare a me                 | Аннаріта Спіначі і Les Surfs                      | Quando dico che ti amo                          | I Giganti і The Bachelors                       | Proposta                                        |
| 1968 | Серджо Ендріго і Роберто Карлос                | Canzone per te                   | Орнелла Ваноні і Маріса Саннія                    | Casa bianca                                     | Адріано Челентано і Мільва                      | Canzone                                         |
| 1969 | Боббі Соло і Іва Заніккі                       | Zingara                          | Серджо Ендріго і Мері Гопкін                      | Lontano dagli occhi                             | Дон Бакі і Мільва                               | Un sorriso                                      |
| 1970 | Адріано Челентано і Клаудія Морі               | Chi non lavora non fa l'amore    | Нікола Ді Барі і Ricchi e Poveri                  | La prima cosa bella                             | Серджо Ендріго і Іва Заніккі                    | L'arca di Noè                                   |
| 1971 | Nada і Нікола Ді Барі                          | Il cuore è uno zingaro           | Ricchi e Poveri і Хосе Фелічіано                  | Che sarà                                        | Лучо Далла і Equipe 84                          | 4/3/1943                                        |
| 1972 | Нікола Ді Барі                                 | I giorni dell'arcobaleno         | Пеппіно Гальярді                                  | Come le viole                                   | Nada                                            | Re di denari                                    |
| 1973 | Пеппіно ді Капрі                               | Un grande amore e niente più     | Пеппіно Гальярді                                  | Come un ragazzino                               | Мільва                                          | Da troppo tempo                                 |
| 1974 | Іва Заніккі                                    | Ciao cara come stai?             | Доменіко Модуньйо                                 | Questa è la mia vita                            | Ор'єтта Берті                                   | Occhi rossi                                     |
| 1975 | Джильда                                        | Ragazza del sud                  | Анджела Луче                                      | Ipocrisia                                       | Розанна Фрателло                                | Va speranza va                                  |
| 1976 | Пеппіно ді Капрі                               | Non lo faccio più                | Wess і Дора Гедзі                                 | Come stai, con chi sei                          | Сандро Джакоббе                                 | Gli occhi di tua madre                          |
| 1976 | Пеппіно ді Капрі                               | Non lo faccio più                | Wess і Дора Гедзі                                 | Come stai, con chi sei                          | Albatros                                        | Volo AZ 504                                     |
| 1977 | Homo Sapiens                                   | Bella da morire                  | Collage                                           | Tu mi rubi l'anima                              | Santo California                                | Monica                                          |
| 1978 | Matia Bazar                                    | ...e dirsi ciao                  | Анна Окса                                         | Un'emozione da poco                             | Ріно Гаетано                                    | Gianna                                          |
| 1979 | Міно Верньягі                                  | Amare                            | Енцо Карелла                                      | Barbara                                         | Camaleonti                                      | Quell'attimo in più                             |
| 1980 | Тото Кутуньйо                                  | Solo noi                         | Енцо Малепаззо                                    | Ti voglio bene                                  | Пупо                                            | Su di noi                                       |
| 1981 | Аліче                                          | Per Elisa                        | Лоретта Годжі                                     | Maledetta primavera                             | Даріо Бальдан Бембо                             | Tu cosa fai stasera                             |
| 1982 | Ріккардо Фольї                                 | Storie di tutti i giorni         | Аль Бано і Роміна Павер                           | Felicità                                        | Drupi                                           | Soli                                            |
| 1983 | Тіціана Рівале                                 | Sarà quel che sarà               | Донателла Мілані                                  | Volevo dirti                                    | Дорі Гедзі                                      | Margherita non lo sa                            |
| 1984 | Аль Бано і Роміна Павер                        | Ci sarà                          | Тото Кутуньйо                                     | Serenata                                        | Крістіан                                        | Cara                                            |
| 1985 | Ricchi e Poveri                                | Se m'innamoro                    | Луїс Міґель                                       | Noi ragazzi di oggi                             | Джильйола Чінкветті                             | Chiamalo amore                                  |
| 1986 | Ерос Рамаццотті                                | Adesso tu                        | Ренцо Арборе                                      | Il clarinetto                                   | Марчелла Белла                                  | Senza un briciolo di testa                      |
| 1987 | Джанні Моранді, Енріко Руджері і Умберто Тоцці | Si può dare di più               | Тото Кутуньйо                                     | Figli                                           | Аль Бано і Роміна Павер                         | Nostalgia canaglia                              |
| 1988 | Массімо Раньєрі                                | Perdere l'amore                  | Тото Кутуньйо                                     | Emozioni                                        | Лука Барбаросса                                 | L'amore rubato                                  |
| 1989 | Анна Окса і Фаусто Леалі                       | Ti lascerò                       | Тото Кутуньйо                                     | Le mamme                                        | Аль Бано і Роміна Павер                         | Cara terra mia                                  |
| 1990 | Pooh                                           | Uomini soli                      | Тото Кутуньйо                                     | Gli amori                                       | М'єтта і Амедео Мінґі                           | Vattene amore                                   |
| 1991 | Ріккардо Коччанте                              | Se stiamo insieme                | Ренато Дзеро                                      | Spalle al muro                                  | Марко Мазіні                                    | Perché lo fai                                   |
| 1992 | Лука Барбаросса                                | Portami a ballare                | Міа Мартіні                                       | Gli uomini non cambiano                         | Паоло Валлезі                                   | La forza della vita                             |
| 1993 | Енріко Руджері                                 | Mistero                          | Крістіано Де Андре                                | Dietro la porta                                 | Роззана Казале і Грація Ді Мікеле               | Gli amori diversi                               |
| 1994 | Алеандро Бальді                                | Passerà                          | Джорджо Фалетті                                   | Signor tenente                                  | Лаура Паузіні                                   | Strani amori                                    |
| 1995 | Джорджа                                        | Come saprei                      | Джанні Моранді і Барбара Кола                     | In amore                                        | Івана Спанья                                    | Gente come noi                                  |
| 1996 | Рон і Тоска                                    | Vorrei incontrarti fra cent'anni | Elio e le Storie Tese                             | La terra dei cachi                              | Джорджа                                         | Strano il mio destino                           |
| 1997 | Jalisse                                        | Fiumi di parole                  | Анна Окса                                         | Storie                                          | Сірія                                           | Sei tu                                          |
| 1998 | Анналіза Мінетті                               | Senza te o con te                | Антонелла Рудж'єро                                | Amore lontanissimo                              | Ліза                                            | Sempre                                          |
| 1999 | Анна Окса                                      | Senza pietà                      | Антонелла Рудж'єро                                | Non ti dimentico (Se non ci fossero le nuvole)  | Маріелла Нава                                   | Così è la vita                                  |
| 2000 | Piccola Orchestra Avion Travel                 | Sentimento                       | Ірен Гранді                                       | La tua ragazza sempre                           | Джанні Моранді                                  | Innamorato                                      |
| 2001 | Еліза                                          | Luce (tramonti a nord est)       | Джорджа                                           | Di sole e d'azzurro                             | Matia Bazar                                     | Questa nostra grande storia d'amore             |
| 2002 | Matia Bazar                                    | Messaggio d'amore                | Алексія                                           | Dimmi come...                                   | Джино Паолі                                     | Un altro amore                                  |
| 2003 | Алексія                                        | Per dire di no                   | Алекс Брітті                                      | 7000 caffè                                      | Серджо Каммар'єре                               | Tutto quello che un uomo                        |
| 2004 | Марко Мазіні                                   | L'uomo volante                   | Маріо Розіні                                      | Sei la vita mia                                 | Лінда                                           | Aria, sole, terra e mare                        |
| 2005 | Франческо Ренга                                | Angelo                           | Тото Кутуньйо і Анналіза Мінетті                  | Come noi nessuno al mondo                       | Антонелла Рудж'єро                              | Echi d'infinito                                 |
| 2006 | Повіа                                          | Vorrei avere il becco            | Nomadi                                            | Dove si va                                      | Anna Tatangelo                                  | Essere una donna                                |
| 2007 | Сімоне Крістіккі                               | Ti regalerò una rosa             | Аль Бано                                          | Nel perdono                                     | П'єро Мадзоккетті                               | Schiavo d'amore                                 |
| 2008 | Джіо Ді Тонно і Лола Понче                     | Colpo di fulmine                 | Анна Татанджело                                   | Il mio amico                                    | Фабріціо Моро                                   | Eppure mi hai cambiato la vita                  |
| 2009 | Марко Карта                                    | La forza mia                     | Повіа                                             | Luca era gay                                    | Сал да Вінчі                                    | Non riesco a farti innamorare                   |
| 2010 | Валеріо Скану                                  | Per tutte le volte che…          | Пупо, Емануеле Філіберто ді Савоя і Лука Канонічі | Italia amore mio                                | Марко Менгоні                                   | Credimi ancora                                  |
| 2011 | Роберто Веккйоні                               | Chiamami ancora amore            | Modà і Емма                                       | Arriverà                                        | Аль Бано                                        | Amanda è libera                                 |
| 2012 | Емма                                           | Non è l'inferno                  | Аріза                                             | La notte                                        | Noemi                                           | Sono solo parole                                |
| 2013 | Марко Менгоні                                  | L'essenziale                     | Elio e le Storie Tese                             | La canzone mononota                             | Modà                                            | Se si potesse non morire                        |
| 2014 | Аріза                                          | Controvento                      | Рафаель Гуалацці і The Bloody Beetroots           | Liberi o no                                     | Ренцо Рубіно                                    | Ora                                             |
| 2015 | Il Volo                                        | Grande amore                     | Nek                                               | Fatti avanti amore                              | Маліка Аяне                                     | Adesso e qui (nostalgico presente)              |
| 2016 | Stadio                                         | Un giorno mi dirai               | Франческа Мік'єлін                                | Nessun grado di separazione                     | Джованні Каччамо і Дебора Юрато                 | Via da qui                                      |
| 2017 | Франческо Габбані                              | Occidentali's Karma              | Фіорелла Манноя                                   | Che sia benedetta                               | Ермаль Мета                                     | Vietato morire                                  |
| 2018 | Ермаль Мета і Фабріціо Моро                    | Non mi avete fatto niente        | Lo Stato Sociale                                  | Una vita in vacanza                             | Анналіза                                        | Il mondo prima di te                            |
| 2019 | Махмуд                                         | Soldi                            | Ultimo                                            | I tuoi particolari                              | Il Volo                                         | Musica che resta                                |
| 2020 | Діодато                                        | Fai rumore                       | Франческо Габбані                                 | Viceversa                                       | Pinguini Tattici Nucleari                       | Ringo Starr                                     |
| 2021 | Måneskin                                       | Zitti e buoni                    | Франческа Мік'єлін і Fedez                        | Chiamami per nome                               | Ермаль Мета                                     | Un milione di cose da dirti                     |
| 2022 | Махмуд і Бланко                                | Brividi                          | Еліза                                             | O forse sei tu                                  | Джанні Моранді                                  | Apri tutte le porte                             |

### Категорія «Нові пропозиції»
| Рік  | Категорія                    | Виконавець                         | Пісня                     |
| ---- | ---------------------------- | ---------------------------------- | ------------------------- |
| 1984 | «Нові італійські пропозиції» | Ерос Рамаццотті                    | Terra promessa            |
| 1985 | «Нові італійські пропозиції» | Чинція Коррадо                     | Niente di più             |
| 1986 | «Нові італійські пропозиції» | Лена Біолкаті                      | Grande grande amore       |
| 1987 | «Нові італійські пропозиції» | Мікеле Дзаррілло                   | La notte dei pensieri     |
| 1988 | «Нові італійські пропозиції» | Future                             | Canta con noi             |
| 1989 | Nuovi                        | М'єтта                             | Canzoni                   |
| 1990 | Novità                       | Марко Мазіні                       | Disperato                 |
| 1991 | Novità                       | Паоло Валлезі                      | Le persone inutili        |
| 1992 | Novità                       | Алеандро Бальді і Франческа Алотта | Non amarmi                |
| 1993 | Novità                       | Лаура Паузіні                      | La solitudine             |
| 1994 | Nuove proposte               | Андреа Бочеллі                     | Il mare calmo della sera  |
| 1995 | Nuove proposte               | Neri per Caso                      | Le ragazze                |
| 1996 | Nuove proposte               | Сірія                              | Non ci sto                |
| 1997 | Nuove proposte               | Paola & Chiara                     | Amici come prima          |
| 1998 | Giovani                      | Анналіза Мінетті                   | Senza te o con te         |
| 1999 | Giovani                      | Алекс Брітті                       | Oggi sono io              |
| 2000 | Nuove proposte               | Jenny B                            | Semplice sai              |
| 2001 | Giovani                      | Gazosa                             | Stai con me (Forever)     |
| 2002 | Giovani                      | Анна Татанджело                    | Doppiamente fragili       |
| 2003 | Giovani                      | Дольченера                         | Siamo tutti là fuori      |
| 2005 | Giovani                      | Лаура Боно                         | Non credo nei miracoli    |
| 2006 | Giovani                      | Ріккардо Маффоні                   | Sole negli occhi          |
| 2007 | Giovani                      | Фабріціо Моро                      | Pensa                     |
| 2008 | Giovani                      | Sonohra                            | L'amore                   |
| 2009 | Proposte                     | Аріза                              | Sincerità                 |
| 2010 | Nuova generazione            | Тоні Майєлло                       | Il linguaggio della resa  |
| 2011 | Giovani                      | Рафаель Гуалацці                   | Follia d'amore            |
| 2012 | Sanremosocial                | Алессандро Казілло                 | È vero (che ci sei)       |
| 2013 | Giovani                      | Антоніо Маджо                      | Mi servirebbe sapere      |
| 2014 | Nuove proposte               | Рокко Хант                         | Nu juorno buono           |
| 2015 | Nuove proposte               | Джованні Каччамо                   | Ritornerò da te           |
| 2016 | Nuove proposte               | Франческо Габбані                  | Amen                      |
| 2017 | Nuove proposte               | Леле                               | Ora mai                   |
| 2018 | Nuove proposte               | Ultimo                             | Il ballo delle incertezze |
| 2020 | Nuove proposte               | Лео Гассманн                       | Vai bene così             |
| 2021 | Nuove proposte               | Гаудіано                           | Polvere da sparo          |

### Багаторазові переможці
| Співак              | Кількість перемог | Рік                          |
| ------------------- | ----------------- | ---------------------------- |
| Доменіко Модуньйо   | 4                 | 1958, 1959, 1962, 1966       |
| Клаудіо Вілла       | 4                 | 1955, 1957, 1962, 1967       |
| Іва Заніккі         | 3                 | 1967, 1969, 1974             |
| Аріза               | 2                 | 2009 (Нові пропозиції), 2014 |
| Алеандро Бальді     | 2                 | 1992 (Нові пропозиції), 1994 |
| Matia Bazar         | 2                 | 1978, 2002                   |
| Джильйола Чінкветті | 2                 | 1964, 1966                   |
| Нікола Ді Барі      | 2                 | 1971, 1972                   |
| Пеппіно ді Капрі    | 2                 | 1973, 1976                   |
| Джонні Дореллі      | 2                 | 1958, 1959                   |
| Франческо Габбані   | 2                 | 2016 (Нові пропозиції), 2017 |
| Махмуд              | 2                 | 2019, 2022                   |
| Марко Мазіні        | 2                 | 1990 (Нові пропозиції), 2004 |
| Фабріціо Моро       | 2                 | 2007 (Нові пропозиції), 2018 |
| Анна Окса           | 2                 | 1989, 1999                   |
| Нілла Піцці         | 2                 | 1951, 1952                   |
| Ерос Рамаццотті     | 2                 | 1984 (Нові пропозиції), 1986 |
| Енріко Руджері      | 2                 | 1987, 1993                   |
| Боббі Соло          | 2                 | 1965, 1969                   |

### Спеціальні премії

#### Премія критики Мії Мартіні
| Рік  | Категорія «Чемпіони»                   | Категорія «Чемпіони»               | Категорія «Нові пропозиції» | Категорія «Нові пропозиції»       |
| Рік  | Виконавець                             | Пісня                              | Виконавець                  | Пісня                             |
| ---- | -------------------------------------- | ---------------------------------- | --------------------------- | --------------------------------- |
| 1982 | Міа Мартіні                            | E non finisce mica il cielo        | -                           | -                                 |
| 1983 | Matia Bazar                            | Vacanze romane                     | -                           | -                                 |
| 1984 | Патті Право                            | Per una bambola                    | Сантандреа                  | La fenice                         |
| 1985 | Matia Bazar (2)                        | Souvenir                           | Манго                       | Il viaggio                        |
| 1985 | Matia Bazar (2)                        | Souvenir                           | Крістіно Де Андре           | Bella più di me                   |
| 1986 | Енріко Руджеро                         | Rien ne va plus                    | Лео Біолкаті                | Grande grande amore               |
| 1987 | Фіореллі Манноя                        | Quello che le donne non dicono     | Паола Туркі                 | Primo tango                       |
| 1988 | Фіорелла Манноя (2)                    | Le notti di maggio                 | Паола Туркі (2)             | Sarò bellissima                   |
| 1989 | Міа Мартіні (2)                        | Almeno tu nell'universo            | М'єтта                      | Canzoni                           |
| 1990 | Міа Мартіні (3) і Міярез               | La nevicata del '56                | Марко Мазіні                | Disperato                         |
| 1991 | Енцо Янначчі і Уте Лемпер              | La fotografia                      | Тіморія                     | L'uomo che ride                   |
| 1992 | Nuova Compagnia di Canto Popolare      | Pe' dispietto                      | Aeroplanitaliani            | Zitti zitti (Il silenzio è d'oro) |
| 1993 | Крістіано Де Андре                     | Dietro la porta                    | Анджела Баральді            | A piedi nudi                      |
| 1994 | Джорджо Фалетті                        | Signor tenente                     | Бараонна                    | I giardini d'Alhambra             |
| 1995 | Джорджа                                | Come saprei                        | Глорія                      | Le voci di dentro                 |
| 1996 | Elio e le Storie Tese                  | La terra dei cachi                 | Маріна Реї                  | Al di là di questi anni           |
| 1997 | Патті Право (2)                        | …E dimmi che non vuoi morire       | Нікколо Фабі                | Capelli                           |
| 1998 | Piccola Orchestra Avion Travel         | Dormi e sogna                      | Eramo & Passavanti          | Senza confini                     |
| 1999 | Даніеле Сільвестрі                     | Aria                               | Квінторіго                  | Rospo                             |
| 2000 | Самуеле Берзані                        | Replay                             | Jenny B                     | Semplice sai                      |
| 2000 | Самуеле Берзані                        | Replay                             | Lythium                     | Noël                              |
| 2001 | Elisa                                  | Luce (tramonti a nord est)         | Francesco Renga             | Raccontami...                     |
| 2001 | Elisa                                  | Luce (tramonti a nord est)         | Роберто Анджеліні           | Il signor Domani                  |
| 2002 | Даніеле Сільвестрі (2)                 | Salirò                             | Archinuè                    | La marcia dei santi               |
| 2003 | Серджо Каммарьєре                      | Tutto quello che un uomo           | Патріція Лаквідара          | Lividi e fiori                    |
| 2004 | Маріо Венуті                           | Crudele                            | -                           | -                                 |
| 2005 | Нікола Арільяно                        | Colpevole                          | -                           | -                                 |
| 2006 | Noa, Карло Фава і Solis String Quartet | Un discorso in generale            | -                           | -                                 |
| 2007 | Сімоне Крістіккі                       | Ti regalerò una rosa               | Фабріціо Моро               | Pensa                             |
| 2008 | Трікаріко                              | Vita tranquilla                    | Френк Хід                   | Para parà ra rara                 |
| 2009 | Afterhours                             | Il paese è reale                   | Аріза                       | Sincerità                         |
| 2010 | Маліка Аяне                            | Ricomincio da qui                  | Ніна Дзіллі                 | L'uomo che amava le donne         |
| 2011 | Роберто Веккйоні                       | Chiamami ancora amore              | Рафаель Гуалацці            | Follia d'amore                    |
| 2012 | Самуеле Берзані (2)                    | Un pallone                         | Еріка Моу                   | Nella vasca da bagno del tempo    |
| 2013 | Elio e le Storie Tese (2)              | La canzone mononota                | Рнцо Рубіно                 | Il postino (Amami uomo)           |
| 2014 | Крістіано Де Андре (2)                 | Invisibili                         | Zibba                       | Senza di te                       |
| 2015 | Маліка Аяне (2)                        | Adesso e qui (nostalgico presente) | Джованні Каччамо            | Ritornerò da te                   |
| 2016 | Патті Право (3)                        | Cieli immensi                      | Франческо Габбані           | Amen                              |
| 2017 | Ермаль Мета                            | Vietato morire                     | Малдестро                   | Canzone per Federica              |
| 2018 | Рон                                    | Almeno pensami                     | Mirkoeilcane                | Stiamo tutti bene                 |
| 2019 | Даніеле Сільвестрі (3)                 | Argentovivo                        | -                           | -                                 |
| 2020 | Діодато                                | Fai rumore                         | Eugenio in Via Di Gioia     | Tsunami                           |
| 2021 | Віллі Пейот                            | Mai dire mai (la locura)           | Wrongonyou                  | Lezioni di volo                   |
| 2022 | Массімо Раньєрі                        | Lettera di là dal mare             | -                           | -                                 |

#### Перемія переможцю конкурсу найкращої кавер-версії
| Рік  | Виконавець               | Пісня                    |
| ---- | ------------------------ | ------------------------ |
| 2011 | Аль Бано                 | Va, pensiero             |
| 2012 | Марлен Кунц і Патті Сміт | Impressioni di settembre |
| 2015 | Nek                      | Se telefonando           |
| 2016 | Stadio                   | La sera dei miracoli     |
| 2017 | Ермаль Мета              | Amara terra mia          |
| 2020 | Тоска                    | Piazza Grande            |
| 2021 | Ермаль Мета (2)          | Caruso                   |
| 2022 | Джанні Моранді           | Попурі                   |

#### Премія прес-центру Radio-TV-Web Лучо Далли
| Рік  | Категорія «Чемпіони»  | Категорія «Чемпіони»  | Категорія «Нові пропозиції» | Категорія «Нові пропозиції»    |
| Рік  | Виконавець            | Пісня                 | Виконавець                  | Пісня                          |
| ---- | --------------------- | --------------------- | --------------------------- | ------------------------------ |
| 2006 | Nomadi                | Dove si va            | -                           | -                              |
| 2007 | Сімоне Крістіккі      | Ti regalerò una rosa  | Фабріціо MopoFabrizio Moro  | Pensa                          |
| 2008 | Лоредана Берте        | Musica e parole       | Аріель                      | Ribelle                        |
| 2009 | Повіа                 | Luca era gay          | Аріза                       | Sincerità                      |
| 2010 | Маліка Аяне           | Ricomincio da qui     | Ніна Дзіллі                 | L'uomo che amava le donne      |
| 2011 | Роберто Веккйоні      | Chiamami ancora amore | Рафаель Гуалацці            | Follia d'amore                 |
| 2012 | Аріза                 | La notte              | Еріка Моу                   | Nella vasca da bagno del tempo |
| 2013 | Elio e le Storie Tese | La canzone mononota   | Антоніо Маджо               | Mi servirebbe sapere           |
| 2014 | Perturbazione         | L'unica               | Zibba & Almalibre           | Senza di te                    |
| 2015 | Nek                   | Fatti avanti amore    | Джованні Каччамо            | Ritornerò da te                |
| 2016 | Stadio                | Un giorno mi dirai    | К'яра Делло Яково           | Introverso                     |
| 2017 | Фіорелла Манноя       | Che sia benedetta     | Томмазо Піні                | Cose che danno ansia           |
| 2018 | Lo Stato Sociale      | Una vita in vacanza   | Аліче Кайолі                | Specchi rotti                  |
| 2019 | Даніеле Сільвестрі    | Argentovivo           | -                           | -                              |
| 2020 | Діодато               | Fai rumore            | Текла Інзолія               | 8 marzo                        |
| 2021 | Colapesce і Dimartino | Musica leggerissima   | Давіде Шорті                | Regina                         |
| 2022 | Джанні Моранді        | Apri tutte le porte   | -                           | -                              |

#### Премія Серджо Бардотті за найкращий текст
| Рік  | Виконавець         | Пісня                     |
| ---- | ------------------ | ------------------------- |
| 2013 | Il Cile            | Le parole non servono più |
| 2014 | Крістіано Де Андре | Invisibili                |
| 2015 | Kaligola           | Oltre il giardino         |
| 2016 | Франческо Габбані  | Amen                      |
| 2017 | Фіорелла Манноя    | Che sia benedetta         |
| 2018 | Mirkoeilcane       | Stiamo tutti bene         |
| 2019 | Даніеле Сільвестрі | Argentovivo               |
| 2020 | Rancore            | Eden                      |
| 2021 | Madame             | Voce                      |
| 2022 | Фабріціо Моро      | Sei tu                    |

#### Премія Джанкарло Бігацці за найкраще аранжування
| Рік  | Виконавець            | Пісня                                 |
| ---- | --------------------- | ------------------------------------- |
| 2013 | Elio e le Storie Tese | La canzone mononota                   |
| 2014 | Ренцо Рубіно          | Per sempre e poi basta                |
| 2015 | Nek                   | Fatti avanti amore                    |
| 2016 | Stadio                | Un giorno mi dirai                    |
| 2017 | Аль Бано              | Di rose e di spine                    |
| 2018 | Макс Гадзе            | La leggenda di Cristalda e Pizzomunno |
| 2019 | Сімоне Крістіккі      | Abbi cura di me                       |
| 2020 | Тоска                 | Ho amato tutto                        |
| 2021 | Ермаль Мета           | Un milione di cose da dirti           |
| 2022 | Еліза                 | O forse sei tu                        |

#### Премія «Assomusica»
| Рік  | Виконавець              | Пісня                     |
| ---- | ----------------------- | ------------------------- |
| 2009 | Аріза                   | Sincerità                 |
| 2010 | Ніна Дзіллі             | L'uomo che amava le donne |
| 2011 | Рафаель Гуалацці        | Follia d'amore            |
| 2012 | Марко Гвадзоне          | Guasto                    |
| 2013 | Il Cile                 | Le parole non servono più |
| 2014 | Рокко Хант              | Nu juorno buono           |
| 2015 | kuTso                   | Elisa                     |
| 2016 | К'яра Делло Яково       | Introverso                |
| 2017 | Maldestro               | Canzone per Federica      |
| 2018 | Mudimbi                 | Il mago                   |
| 2019 | La Rua                  | Alla mia età si vola      |
| 2020 | Eugenio in Via Di Gioia | Tsunami                   |

#### «Леді фестиваль»
| Рік  | Співачка         |
| ---- | ---------------- |
| 1967 | Орнелла Ваноні   |
| 1968 | Іва Заніккі      |
| 1973 | Мільва           |
| 1974 | Джильда Джуліані |
| 1975 | Валентина Греко  |
| 1976 | Дорі Гедзі       |
| 1977 | Даніеле Даволі   |
| 1978 | Дора Мороні      |
| 1980 | Mela Lo Cicero   |

#### Премія за життєві досягнення «Місто Санремо»
| Рік  | Переможці                                              |
| ---- | ------------------------------------------------------ |
| 1999 | Орнелла Ваноні                                         |
| 2000 | Тоні Реніс                                             |
| 2001 | Доменіко Модуньйо (посмертно)                          |
| 2002 | Карло Альберто Россі і Роберто Муроло                  |
| 2003 | Нілла Піцці                                            |
| 2004 | Джино Паолі                                            |
| 2005 | Васко Россі                                            |
| 2006 | Ріккардо Коччанте                                      |
| 2007 | Армандо Тровальйолі                                    |
| 2008 | Нікола Пйовані                                         |
| 2009 | Міно Рейтано (посмертно)                               |
| 2010 | Нілла Піцці (2)                                        |
| 2011 | Джанні Моранді                                         |
| 2012 | Джанмарко Мацці і Лука Преста                          |
| 2013 | Тото Кутуньйо, Ricchi e Poveri, Аль Бано і Піппо Баудо |
| 2014 | Ренцо Арборе                                           |
| 2015 | Піно Донаджо і Джорджо Панаріелло                      |
| 2016 | Альдо, Джованні і Джакомо                              |
| 2017 | Джорджо Мородер і Ріта Павоне                          |
| 2018 | Мільва                                                 |
| 2019 | Піно Даніеле (посмертно)                               |
| 2020 | Ricchi e Poveri (2)                                    |
| 2021 | Фіорелло                                               |
| 2022 | Амадеус                                                |

#### Премія Серджо Ендріго за найкраще виконання
| Рік  | Виконавець                         | Пісня                       |
| ---- | ---------------------------------- | --------------------------- |
| 2018 | Орнелла Ваноні, Bungaro і Пачіфіко | Imparare ad amarsi          |
| 2019 | Сімоне Крістіккі                   | Abbi cura di me             |
| 2020 | Тоска                              | Ho amato tutto              |
| 2021 | Ермаль Мета                        | Un milione di cose da dirti |

#### Премія «TIMmusic»
| Рік  | Виконавець                  | Пісня                     |
| ---- | --------------------------- | ------------------------- |
| 2017 | Франческо Габбані           | Occidentali's Karma       |
| 2018 | Ермаль Мета і Фабріціо Моро | Non mi avete fatto niente |
| 2019 | Ultimo                      | I tuoi particolari        |
| 2020 | Франческо Габбані (2)       | Viceversa                 |

#### Премія Енцо Янначчі «NuovoIMAIE» за найкраще виконання
| Рік  | Виконавець | Пісня            |
| ---- | ---------- | ---------------- |
| 2019 | Махмуд     | Soldi            |
| 2020 | Текла      | 8 marzo          |
| 2021 | Gaudiano   | Polvere da sparo |
| 2022 | Yuman      | Ora e qui        |

#### «Премія Лунеції» за музично-літературну цінність
| Рік  | Виконавець       | Пісня                       |
| ---- | ---------------- | --------------------------- |
| 2017 | Maldestro        | Canzone per Federica        |
| 2018 | Ultimo           | Il ballo delle incertezze   |
| 2019 | Енріко Ніджйотті | Nonno Hollywood             |
| 2020 | Діодато          | Fai rumore                  |
| 2021 | Madame           | Voce                        |
| 2022 | Джованні Труппі  | Tuo padre, mia madre, Lucia |

#### Інші премії
У списку наведено переможців премій, які існували протягом менше ніж трьох сезонів.
| Премія                                                 | Рік  | Виконавець                                      | Пісня                     |
| ------------------------------------------------------ | ---- | ----------------------------------------------- | ------------------------- |
| Конкурс «Вільні автори» (або також «Незалежні автори») | 1957 | Клаудіо Вілла / Джорджо Консоліні               | Ondamarina                |
| Премія журналістської критики за найкраще виконання    | 1970 | Патті Право                                     | La spada nel cuore        |
| «Міс фестиваль»                                        | 1974 | Мільва                                          | Monica delle bambole      |
| Категорія «Нові»                                       | 1989 | Паола Туркі                                     | Bambini                   |
| Категорія «Жінки»                                      | 2005 | Антонелла Рудж'єро                              | Echi d'infinito           |
| Категорія «Жінки»                                      | 2006 | Анна Татанджело                                 | Essere una donna          |
| Категорія «Чоловіки»                                   | 2005 | Франческо Ренга                                 | Angelo                    |
| Категорія «Чоловіки»                                   | 2006 | Повіа                                           | Vorrei avere il becco     |
| Категорія «Гурти»                                      | 2005 | Нікі Ніколаї e Stefano di Battista Jazz Quartet | Che mistero è l'amore     |
| Категорія «Гурти»                                      | 2006 | Nomadi                                          | Dove si va                |
| Категорія «Класик»                                     | 2005 | Тото Кутуньйо і Анналіза Мінетті                | Come noi nessuno al mondo |
| Премія за найкращий дует                               | 2018 | Ермаль Мета, Фабріціо Моро і Сімоне Крістіккі   | Non mi avete fatto niente |
| Премія за найкращий дует                               | 2019 | Мотта і Nada                                    | Dov'è l'Italia            |
| Премія «Друзі „Санремо“»                               | 2019 | Клаудіо Бальйоні                                | -                         |
| Премія Нілли Піцці за найкраще виконання пісні         | 2020 | Тоска                                           | Ho amato tutto            |
| Премія Нілли Піцці за найкраще виконання пісні         | 2021 | La Rappresentante di Lista                      | Amare                     |
| Премія Нілли Піцці за найкраще виконання пісні         | 2022 | Yuman                                           | Ora e qui                 |

## Ведення
Кожний сезон фестивалю має головного ведучого, якому завжди допомагають помічники. Але у деяких випадках бували й співведення фестивалю двома ведучими.
Найчастіше фестиваль вів Піппо Баудо, тринадять раз; Майк Бонджорно вів фестиваль одинадцять раз; Нунціо Філогамо — п'ять раз, Фабіо Фаціо — чотири, Клаудіо Чеккетто, Карло Конті та П'єро К'ямбретті — по три кожний, а Нуччо Коста, Паоло Боноліс, Джанні Моранді, Лучана Літтідзетто, Клаудіо Бальйоні, Амадеус та Фіорелло — по два.
Головних ведучих-жінок фестивалю було всього чотрити: першою була Лоретта Годжі, яка вела фестиваль 1986 року, потім — Раффаелла Карра (2001), Сімона Вентура (2004) та Антонелла Клерічі (2010).
Перші жінкі-ведучі на фестивалі з'явилася 1961 року, ними були: Ліллі Лембо та Джуліана Каландра, яку у фіналі замінив Альберто Ліонелло.
1973 року Габрієлла Фарінон була єдиною ведучою перших двох вечорів фестивалю, які транслювались лише по радіо, та допомагала Майку Бонджорно у фіналі, який транслювався по телебаченню.
1977 року ведучою фестивалю була Марія Джованна Елмі, яка вела перші два вечори наодинці, трансляція відбувалась тільки по радіо. Вона відкривала всі вечори загальною презентацією заходу та регламенту, а також ознайомлювала з виступами іноземних гостей. У наступному випуску «Санремо», попри те, що участь Елмі у заході обмежувалася лише діяльністю, подібної до ролі диктора, вона була вказана у вступних титрах фестивалю як єдина ведуча. Насправді, більшу частину «Санремо» вів сам його меценат Вітторіо Сальветті, який оголошував різних співаків фестивалю та повідомляв підсумки голосування журі.
Таким чином, першою жінкою, яка була ведучою фестивалю наодинці, вважається — Годжі, хоча вона й користувалася допомогою трьох ді-джеїв з передачі «Discoring»: Анни Петтінеллі, Мауро Мікелоні та Серджо Манчінеллі.
Габрієлла Фарінон та Антонелла Клерічі вели фестиваль тричі, а Марія Де Філіппі, Мішель Хунцікер, Вірджинія Раффаеле, Габрієлла Карлуччі, Лучана Літтідзетто, Марія Тереза Рута, Марія Джованна Ельмі, Анна Петтінеллі та Тіціана Піні вели або співвели його двічі.
Десять виконавців, а саме Нілла Піцці, Джонні Дореллі, Джанні Моранді, Лоретта Годжі, Анна Окса, Лорелла Куккаріні, Аріза, Емма Марроне, Фіорелло, Сабріна Салерно та Елоді брали участь у фестивалі і як ведучі, і як виконавці, а шість з них (Піцці, Дореллі, Моранді, Окса, Аріза і Марроне) стали переможцями.
| Рік  | Ведучий                                                                 | Співведучий (і) |
| ---- | ----------------------------------------------------------------------- | --- |
| 1951 | Нунціо Філогамо                                                         | Нунціо Філогамо |
| 1952 | Нунціо Філогамо                                                         | Нунціо Філогамо |
| 1953 | Нунціо Філогамо                                                         | Нунціо Філогамо |
| 1954 | Нунціо Філогамо                                                         | Нунціо Філогамо |
| 1955 | Армандо Піццо                                                           | Марія Тереза Рута |
| 1956 | Фаусто Томмеї                                                           | Марія Тереза Рута |
| 1957 | Нунціо Філогамо                                                         | Маріса Аллазіо, Фіорелла Марі та Ніколетта Орсомандо |
| 1958 | Джанні Агус                                                             | Фульвія Коломбо |
| 1959 | Енцо Тортора                                                            | Адріана Серра |
| 1960 | Паоло Феррарі та Енца Сампо                                             | Паоло Феррарі та Енца Сампо |
| 1961 | Ліллі Лембо та Джуліана Каландра Альберто Ліонелло(лише останній вечір) | Ліллі Лембо та Джуліана Каландра Альберто Ліонелло(лише останній вечір) |
| 1962 | Ренато Тальяні                                                          | Лаура Ефрікіан та Вікі Лудовізі |
| 1963 | Майк Бонджорно                                                          | Россана Армані, Еді Кампаньйолі, Джуліана Копрені та Марія Джованніні |
| 1964 | Майк Бонджорно                                                          | Джульяна Лойодіче |
| 1965 | Майк Бонджорно                                                          | Грація Марія Спіна |
| 1966 | Майк Бонджорно                                                          | Паола Пенні та Карла Марія Пуччіні |
| 1967 | Майк Бонджорно                                                          | Рената Мауро |
| 1968 | Піппо Баудо                                                             | Луїза Рівеллі |
| 1969 | Нуччо Коста                                                             | Габрієлла Фарінон |
| 1970 | Нуччо Коста                                                             | Енріко Марія Салерно та Іра фон Фюрстернберг |
| 1971 | Карло Джуффре та Ельза Мартінеллі                                       | Карло Джуффре та Ельза Мартінеллі |
| 1972 | Майк Бонджорно                                                          | Сільва Кошина та Паоло Вілладжо |
| 1973 | Майк Бонджорно                                                          | Габрієлла Фарінон |
| 1974 | Коррадо                                                                 | Габрієлла Фарінон |
| 1975 | Майк Бонджорно                                                          | Сабіна Чуффіні |
| 1976 | Джанкарло Гвардабассі                                                   | Серена Альбано та Маддалена Галліані (1-й вечір); Стелла Луна та Лорена Розетта Нардуллі (2-й вечір); Тіціана Піні та Карла Страно Павезе (3-й вечір) |
| 1977 | Майк Бонджорно                                                          | Марія Джованна Ельмі |
| 1978 | Марія Джованна Ельмі                                                    | Стефанія Казіні, Беппе Грілло та Вітторіо Сальветті |
| 1979 | Майк Бонджорно                                                          | Анна Марія Ріццолі |
| 1980 | Клаудіо Чеккетто                                                        | Роберто Беніньї та Олімпія Карлізі |
| 1981 | Клаудіо Чеккетто                                                        | Елеонора Валлоне та Нілла Піцці |
| 1982 | Клаудіо Чеккетто                                                        | Патріція Россетті |
| 1983 | Андреа Джордана                                                         | Ізабель Руссінова, Емануела Фальчетті та Анна Петтінеллі |
| 1984 | Піппо Баудо                                                             | Еді Анджелілло, Елізабетта Гардіні, Іріс Пейнадо, Тіціана Піні, Ізабелла Рокк'єтта та Віола Сімончоні |
| 1985 | Піппо Баудо                                                             | Патті Брард |
| 1986 | Лоретта Годжі                                                           | Серджо Манчінеллі, Мауро Мікелоні та Анна Петтінеллі |
| 1987 | Піппо Баудо                                                             | Карло Массаріні |
| 1988 | Мігель Бозе та Габрієлла Карлуччі                                       | Карло Массаріні |
| 1989 | Розіта Челентано, Паола Домінгін, Денні Квінн та Джанмарко Тоньяцці     | Кей Сендвік та Клер Енн Метц |
| 1990 | Джонні Дореллі та Габрієлла Карлуччі                                    | Джонні Дореллі та Габрієлла Карлуччі |
| 1991 | Андреа Оккіпінті та Едвіж Фенек                                         | Андреа Оккіпінті та Едвіж Фенек |
| 1992 | Піппо Баудо                                                             | Альба Пар'єтті (1-й та 4-й вечір), Бриджит Нільсен (2-й та 4-й вечір), Міллі Карлуччі (3-й та 4-й вечір) |
| 1993 | Піппо Баудо                                                             | Лорелла Куккаріні |
| 1994 | Піппо Баудо                                                             | Анна Окса та Каннелль |
| 1995 | Піппо Баудо                                                             | Анна Фалькі та Клаудія Колл |
| 1996 | Піппо Баудо                                                             | Сабріна Феріллі та Валерія Масса |
| 1997 | Майк Бонджорно                                                          | П'єро К'ямбретті та Валерія Маріні |
| 1998 | Раймондо Віанелло                                                       | Єва Герцигова та Вероніка Піветті |
| 1999 | Фабіо Фаціо                                                             | Летиція Каста та Ренато Дульбекко |
| 2000 | Фабіо Фаціо                                                             | Тео Теоколі, Лучано Паваротті та Інес Састре |
| 2001 | Раффаелла Карра                                                         | Меган Гейл, Енріко Папі, Массімо Чеккеріні та П'єро К'ямбретті |
| 2002 | Піппо Баудо                                                             | Мануела Аркурі та Вітторія Бельведере |
| 2003 | Піппо Баудо                                                             | Серена Аутьєрі та Клаудія Джеріні |
| 2004 | Сімона Вентура                                                          | Паола Кортеллезі, Мауріціо Кроцца та Джене Нйоккі |
| 2005 | Паоло Боноліс                                                           | Антонелла Клерічі та Федеріка Феліні |
| 2006 | Джорджо Панар'єлло                                                      | Іларі Блазі та Вікторія Кабелло |
| 2007 | Піппо Баудо                                                             | Мішель Хунцікер |
| 2008 | Піппо Баудо                                                             | П'єро К'ямбретті, Б'янка Гуаччеро та Андреа Осварт |
| 2009 | Паоло Боноліс                                                           | Лука Лауренті (всі вечори), Пол Скалфор та Алессія Пйован (1-й вечір), Нір Лаві та Елеонора Аббаньято (2-й вечір), Тіаго Альвес та Габрієлла Пессіон (3-й вечір), Іван Оліта (4-й вечір), Девід Ганді та Марія Де Філіппі (5-й вечір)                                                                           |
| 2010 | Антонелла Клерічі                                                       | Антонелла Клерічі |
| 2011 | Джанні Моранді                                                          | Белен Родрігес, Елізабетта Каналіс, Лука Бідзаррі та Паоло Кессісоглу |
| 2012 | Джанні Моранді                                                          | Рокко Папалео та Івана Мразова |
| 2013 | Фабіо Фаціо та Лучана Літтідзетто                                       | Фабіо Фаціо та Лучана Літтідзетто |
| 2014 | Фабіо Фаціо та Лучана Літтідзетто                                       | Фабіо Фаціо та Лучана Літтідзетто |
| 2015 | Карло Конті                                                             | Аріза, Емма Марроне та Росіо Муньйос Моралес |
| 2016 | Карло Конті                                                             | Габрієль Гарко, Вірджинія Раффаеле та Меделіна Діана Генея |
| 2017 | Карло Конті та Марія Де Філіппі                                         | Карло Конті та Марія Де Філіппі |
| 2018 | Клаудіо Бальйоні, Мішель Хунцікер та П'єрфранческо Фавіно               | Клаудіо Бальйоні, Мішель Хунцікер та П'єрфранческо Фавіно |
| 2019 | Клаудіо Бальйоні, Клаудіо Бізіо та Вірджинія Раффаеле                   | Клаудіо Бальйоні, Клаудіо Бізіо та Вірджинія Раффаеле |
| 2020 | Амадеус                                                                 | Фіорелло (1-й, 2-й, 4-й та 5-й вечір), Ділетта Леотта (1-й та 5-й вечір), Рула Жебреаль (1-й вечір), Емма Д'Аквіно та Лаура Кіменті (2-й вечір), Сабріна Салерно (2-й та 5-й вечір), Джорджина Родрігез та Алкета Вейсіу (3-й вечір), Антонелла Клерічі (4-й вечір), Франческа Софія Новелло (4-й та 5-й вечір) |
| 2021 | Амадеус                                                                 | Фіорелло |

## Телеперегляди
Перший фестиваль, рейтинги якого були встановлені за допомогою системи «Auditel» (почав діяти 7 грудня 1986 року), був проведений 1987 року.
Джерело: дані «Auditel».
| Сезон | Рік  | Кількість телеглядачів | Кількість телеглядачів | Кількість телеглядачів | Кількість телеглядачів | Кількість телеглядачів | Кількість телеглядачів | Загальна телеаудиторія та частка від неї | Загальна телеаудиторія та частка від неї | Загальна телеаудиторія та частка від неї | Загальна телеаудиторія та частка від неї | Загальна телеаудиторія та частка від неї | Загальна телеаудиторія та частка від неї |
| Сезон | Рік  | I                      | II                     | III                    | IV                     | V                      | Медіа                  | I                                        | II                                       | III                                      | IV                                       | V                                        | Медіа                                    |
| ----- | ---- | ---------------------- | ---------------------- | ---------------------- | ---------------------- | ---------------------- | ---------------------- | ---------------------------------------- | ---------------------------------------- | ---------------------------------------- | ---------------------------------------- | ---------------------------------------- | ---------------------------------------- |
| 37    | 1987 | 17 500 000             | 14 800 000             | 13 200 000             | 18 300 000             | -                      | 15 950 000             | 66,3 %                                   | 64,4 %                                   | 67,5 %                                   | 77,5 %                                   | -                                        | 68,71 %                                  |
| 38    | 1988 | 15 500 000             | 13 000 000             | 13 900 000             | 15 200 000             | -                      | 14 400 000             | 69,5 %                                   | 58,24 %                                  | 54,69 %                                  | 71,01 %                                  | -                                        | 63,35 %                                  |
| 39    | 1989 | 17 000 000             | 17 000 000             | 12 300 000             | 12 800 000             | 15 900 000             | 15 000 000             | 65,68 %                                  | 65,14 %                                  | 61,51 %                                  | 62,93 %                                  | 75,43 %                                  | 66,13 %                                  |
| 40    | 1990 | 13 639 000             | 16 926 000             | 12 357 000             | 14 341 000             | -                      | 14 316 000             | 53,71 %                                  | 60,97 %                                  | 64,59 %                                  | 76,26 %                                  | -                                        | 63,88 %                                  |
| 41    | 1991 | 15 023 000             | 12 550 000             | 9 837 000              | 11 156 000             | -                      | 13 786 000             | 54,63 %                                  | 47,56 %                                  | 46,85 %                                  | 60,11 %                                  | -                                        | 52,29 %                                  |
| 42    | 1992 | 16 614 000             | 15 527 000             | 14 593 000             | 14 575 000             | -                      | 15 275 000             | 57,68 %                                  | 57,94 %                                  | 56,04 %                                  | 69,62 %                                  | -                                        | 60,32 %                                  |
| 43    | 1993 | 14 736 000             | 13 998 000             | 14 427 000             | 16 786 000             | -                      | 15 267 000             | 54,42 %                                  | 49,85 %                                  | 51,01 %                                  | 69,17 %                                  | -                                        | 56,11 %                                  |
| 44    | 1994 | 13 400 000             | 11 300 000             | 12 700 000             | 13 100 000             | -                      | 12 625 000             | 56,93 %                                  | 44,77 %                                  | 52,18 %                                  | 60,63 %                                  | -                                        | 53,63 %                                  |
| 45    | 1995 | 15 602 000             | 18 389 000             | 15 825 000             | 16 804 000             | 17 601 000             | 16 845 000             | 65,14 %                                  | 65,42 %                                  | 60,47 %                                  | 65,81 %                                  | 75,22 %                                  | 66,42 %                                  |
| 46    | 1996 | 11 268 000             | 12 981 000             | 12 557 000             | 13 003 000             | 13 862 000             | 12 734 000             | 53,31 %                                  | 48,13 %                                  | 46,95 %                                  | 53,94 %                                  | 62,86 %                                  | 52,99 %                                  |
| 47    | 1997 | 13 140 000             | 13 626 000             | 13 997 000             | 13 382 000             | 15 562 000             | 13 937 000             | 58,74 %                                  | 52,36 %                                  | 55,55 %                                  | 55,63 %                                  | 68,29 %                                  | 58,11 %                                  |
| 48    | 1998 | 11 083 000             | 12 788 000             | 13 006 000             | 12 742 000             | 15 067 000             | 13 694 000             | 54,47 %                                  | 46,54 %                                  | 48,27 %                                  | 49,6 %                                   | 62,7 %                                   | 52,62 %                                  |
| 49    | 1999 | 16 234 000             | 13 755 000             | 14 167 000             | 13 639 000             | 15 649 000             | 14 548 000             | 56,75 %                                  | 49,37 %                                  | 53,94 %                                  | 54,06 %                                  | 64,08 %                                  | 56,02 %                                  |
| 50    | 2000 | 15 907 000             | 13 171 000             | 11 888 000             | 11 786 000             | 15 223 000             | 12 920 000             | 57,18 %                                  | 51,60 %                                  | 47,3 %                                   | 49,82 %                                  | 65,45 %                                  | 54,25 %                                  |
| 51    | 2001 | 12 160 000             | 10 298 000             | 10 145 000             | 10 010 000             | 12 998 000             | 10 989 000             | 51,98 %                                  | 43,85 %                                  | 43,01 %                                  | 43,01 %                                  | 57,25 %                                  | 47,42 %                                  |
| 52    | 2002 | 12 461 000             | 10 397 000             | 10 382 000             | 9 758 000              | 13 397 000             | 11 479 000             | 56,22 %                                  | 47,23 %                                  | 48,56 %                                  | 50,34 %                                  | 62,66 %                                  | 54,02 %                                  |
| 53    | 2003 | 9 257 000              | 8 842 000              | 8 392 000              | 7 813 000              | 9 828 000              | 8 888 000              | 42,55 %                                  | 40,39 %                                  | 37,19 %                                  | 38,23 %                                  | 54,12 %                                  | 43,44 %                                  |
| 54    | 2004 | 10 104 000             | 8 402 000              | 6 961 000              | 9 742 000              | 9 527 000              | 8 947 000              | 42,48 %                                  | 33,74 %                                  | 29,28 %                                  | 40,69 %                                  | 48,57 %                                  | 38,98 %                                  |
| 55    | 2005 | 12 218 000             | 11 185 000             | 11 560 000             | 10 387 000             | 13 606 000             | 11 366 000             | 54,78 %                                  | 52,8 %                                   | 51,05 %                                  | 50,18 %                                  | 55,08 %                                  | 52,79 %                                  |
| 56    | 2006 | 9 141 000              | 8 235 000              | 6 234 000              | 8 267 000              | 9 523 000              | 8 280 000              | 44,45 %                                  | 37,33 %                                  | 33,49 %                                  | 36,74 %                                  | 48,23 %                                  | 40,17 %                                  |
| 57    | 2007 | 9 760 000              | 8 973 000              | 8 945 000              | 8 682 000              | 12 309 000             | 9 731 000              | 45,44 %                                  | 47,05 %                                  | 43,58 %                                  | 48,18 %                                  | 55,32 %                                  | 48,07 %                                  |
| 58    | 2008 | 7 680 000              | 6 500 000              | 6 152 000              | 5 305 000              | 9 600 000              | 6 810 000              | 36,46 %                                  | 32,33 %                                  | 32,2 %                                   | 32,28 %                                  | 44,9 %                                   | 36,56 %                                  |
| 59    | 2009 | 10 114 000             | 9 856 000              | 9 238 000              | 10 219 000             | 12 309 000             | 10 335 000             | 47,93 %                                  | 42,64 %                                  | 47,16 %                                  | 47,47 %                                  | 54,25 %                                  | 47,96 %                                  |
| 60    | 2010 | 10 718 000             | 10 163 000             | 10 005 000             | 11 274 000             | 12 462 000             | 10 924 000             | 45,29 %                                  | 43,88 %                                  | 46,02 %                                  | 50,74 %                                  | 53,21 %                                  | 47,84 %                                  |
| 61    | 2011 | 11 992 000             | 10 145 000             | 12 363 000             | 10 617 000             | 12 136 000             | 11 450 600             | 46,32 %                                  | 42,67 %                                  | 50,89 %                                  | 46,91 %                                  | 52,12 %                                  | 47,70 %                                  |
| 62    | 2012 | 12 764 000             | 9 199 000              | 10 537 000             | 9 931 000              | 13 287 000             | 11 136 000             | 49,69 %                                  | 39,26 %                                  | 47,84 %                                  | 41,91 %                                  | 57,43 %                                  | 47,29 %                                  |
| 63    | 2013 | 12 969 000             | 11 330 000             | 10 709 000             | 11 538 000             | 12 997 000             | 11 936 600             | 48,2 %                                   | 42,89 %                                  | 42,48 %                                  | 48,17 %                                  | 53,8 %                                   | 47,49 %                                  |
| 64    | 2014 | 10 938 000             | 7 711 000              | 7 673 000              | 8 188 000              | 9 348 000              | 8 763 000              | 45,93 %                                  | 33,95 %                                  | 34,94 %                                  | 37,97 %                                  | 43,51 %                                  | 39,32 %                                  |
| 65    | 2015 | 11 767 000             | 10 091 000             | 10 586 000             | 9 857 000              | 11 843 000             | 10 837 000             | 49,34 %                                  | 41,7 %                                   | 49,51 %                                  | 47,82 %                                  | 54,21 %                                  | 48,64 %                                  |
| 66    | 2016 | 11 134 000             | 10 748 000             | 10 462 000             | 10 164 000             | 11 222 128             | 10 746 429             | 49,48 %                                  | 49,91 %                                  | 47,88 %                                  | 47,81 %                                  | 52,52 %                                  | 49,58 %                                  |
| 67    | 2017 | 11 374 000             | 10 367 000             | 10 420 000             | 9 886 000              | 12 022 000             | 10 853 000             | 50,37 %                                  | 46,6 %                                   | 49,7 %                                   | 47,05 %                                  | 58,4 %                                   | 50,42 %                                  |
| 68    | 2018 | 11 603 000             | 9 687 000              | 10 825 000             | 10 108 000             | 12 125 000             | 10 869 000             | 52,1 %                                   | 47,7 %                                   | 51,6 %                                   | 51,1 %                                   | 58,3 %                                   | 52,16 %                                  |
| 69    | 2019 | 10 086 000             | 9 144 000              | 9 409 000              | 9 552 000              | 10 622 000             | 9 763 000              | 49,5 %                                   | 47,3 %                                   | 46,7 %                                   | 46,1 %                                   | 56,5 %                                   | 49,38 %                                  |
| 70    | 2020 | 10 058 000             | 9 693 000              | 9 836 000              | 9 504 000              | 11 477 000             | 10 114 000             | 52,2 %                                   | 53,3 %                                   | 54,5 %                                   | 53,3 %                                   | 60,6 %                                   | 54,78 %                                  |
| 71    | 2021 | 8 363 000              | 7 586 000              | 7 653 000              | 8 014 000              | 10 715 000             | 8 466 000              | 46,6 %                                   | 42,1 %                                   | 44,3 %                                   | 44,7 %                                   | 53,5 %                                   | 46,24 %                                  |
| 72    | 2022 | 10 911 000             | 11 320 000             | 9 360 000              | 11 378 000             | 13 380 000             | 11 270 000             | 54,7 %                                   | 55,8 %                                   | 54,1 %                                   | 60,5 %                                   | 64,9 %                                   | 58,00 %                                  |

### Кількість глядачів
Кількість переглядів різних епізодів фестивалю від загальної маси телеаудиторії з 37-го по 72-й сезони:

     Середній епізод фестивалю

     Перший епізод фестивалю

     Фінальний епізод фестивалю (четвертий чи п'ятий вечір)

### Рейтинг переглядів
Частка переглядів з 37-го по 72-й сезони у відсотках від загальної маси телеаудиторії:

     Середній епізод фестивалю

     Перший епізод фестивалю

     Фінальний епізод фестивалю (четвертий чи п'ятий вечір)

## Сценографії
| Рік  | Сценограф                             |
| ---- | ------------------------------------- |
| 1977 | Мілос Анеллі Монті                    |
| 1978 | Ріно Черіоло                          |
| 1979 | Джанфранко Рамаччі                    |
| 1980 | Джанфранко Рамаччі                    |
| 1981 | Енцо Сомільї                          |
| 1982 | Енцо Сомільї                          |
| 1983 | Енцо Сомільї                          |
| 1984 | Енцо Сомільї                          |
| 1985 | Луїджі Далл'Альйо                     |
| 1986 | Енцо Сомільї                          |
| 1987 | Гаетано Кастеллі                      |
| 1988 | Гаетано Кастеллі                      |
| 1989 | Карло Чезаріні                        |
| 1990 | Ламберто Бертакка                     |
| 1991 | Ламберто Бертакка                     |
| 1992 | Гаетано Кастеллі                      |
| 1993 | Гаетано Кастеллі                      |
| 1994 | Гаетано Кастеллі                      |
| 1995 | Гаетано Кастеллі                      |
| 1996 | Гаетано Кастеллі                      |
| 1997 | Армандо Нобілі                        |
| 1998 | Армандо Нобілі                        |
| 1999 | Армандо Нобілі                        |
| 2000 | Армандо Нобілі                        |
| 2001 | Маріо Каталано                        |
| 2002 | Гаетано Кастеллі                      |
| 2003 | Гаетано Кастеллі                      |
| 2004 | Гаетано Кастеллі                      |
| 2005 | Гаетано Кастеллі                      |
| 2006 | Данте Ферретті та Франческа Ло Ск'яво |
| 2007 | Гаетано Кастеллі                      |
| 2008 | Гаетано Кастеллі                      |
| 2009 | Гаетано Кастеллі                      |
| 2010 | Гаетано Кастеллі                      |
| 2011 | Гаетано Кастеллі                      |
| 2012 | Гаетано Кастеллі                      |
| 2013 | Франческа Монтінаро                   |
| 2014 | Емануела Тріксі Зітковскі             |
| 2015 | Ріккардо Боккіні                      |
| 2016 | Ріккардо Боккіні                      |
| 2017 | Ріккардо Боккіні                      |
| 2018 | Емануела Тріксі Зітковскі             |
| 2019 | Франческа Монтінаро                   |
| 2020 | Гаетано Кастеллі                      |
| 2021 | Гаетано Кастеллі                      |

| Кількість сезонів | Сценограф                             |
| ----------------- | ------------------------------------- |
| 19                | Гаетано Кастеллі                      |
| 5                 | Енцо Сомільї                          |
| 4                 | Армандо Нобілі                        |
| 3                 | Ріккардо Боккіні                      |
| 2                 | Ламберто Бертакка                     |
| 2                 | Джанфранко Рамаччі                    |
| 2                 | Франческа Монтінаро                   |
| 2                 | Емануела Тріксі Зітковскі             |
| 1                 | Мілос Анеллі Монті                    |
| 1                 | Ріно Черіоло                          |
| 1                 | Луїджі Далл'Альйо                     |
| 1                 | Карло Чезаріні                        |
| 1                 | Маріо Каталано                        |
| 1                 | Данте Ферретті та Франческа Ло Ск'яво |

## Санремо та італійська пісня
Появі пісенного конкурсу, його багаторічній тривалості й міжнародному успіху — сприяло виконання на ньому мелодійних пісень, створеним на основі арій з мелодрам, стиль яких змінювався з часом, але зберіг низку своїх відмінних рис.
Саме використання оркестру під час виступу артистів на сцені «Санремо» (який був відсутній лише у 1980-х роках), за визнанням оглядачів, у деякому сенсі дозволило вижити цьому пісенному жанру, що характеризується широким застосуванням струнних інструментів, класичних мелодій, стандартною структурою пісенної форми та текстами з «пристрастною» лексикою й «любовними» фразами, які знайшли благодатний ґрунт на фестивалі. Ці чинники також призвели до появи зневажливого терміну «Санремо» та присвоєння його деяким виконавцям, які брали участь у кількох фестивалях, оскільки вважалось, що вони досягли певного успіху лише завдяки цій медіа-вітрини або саме з її допомогою отримали певну купівельну спроможність своїх пісень по відношенню до власної компанії звукозапису.
Синонімом якості, на думку багатьох критиків, вважається виконання на фестивалі пісень, які будучи вірними власному стилю, були далекі від «санремівського» кліше; з іншого боку, багато артистів, заради отримання прихільності якомога більшої кількості публіки, всупереч власній творчій послідовністі, представляли пісні, співзвучні події. Іншим артистам вистачало лише участі на фестивалі, що робилося заради привернення уваги публіки та критики до них, й заставити «замислитися» над ними, для таких виконавців це означало «йти на компроміс з ринком». З іншої точки зору оглядачів, присутність деяких визначних артистів не інакше як «облагородила» сам співочий конкурс, найяскравішим прикладом цього була участь у конкурсі на запрошення протягом 1970-х років численних міжнародних виконавців.
Протягом багатьох років різні музичні жанри знаходили своє місце на фестивалі «Санремо», що давало вигоду великими компаніям звукозапису й дозволяло їм просувати своїх артистів перед значною частиною публіки, включаючи також ті молодіжні гурти, які не завжди були представлені мелодійним жанром «tout court». «Санремо» фактично «пережив», хоч і частково, період біту 1960-х і «зустрів» деяких представників авторів-виконавців «золотого віку» 1970-х років, які, попри відсутність інтересу багатьох інших артистів цього напрямку, користуючись ситуацією вирішили подати нові музичні приклади. Тому останніми роками основна увага відомих виконавців та їх відповідних творчих напрямків була спрямована на те, щоб відзначитися новими музичними тенденціями, які б виходили за межі категорії «Нові пропозиції», яка не завжди була носієм новаторських ідей, а лише відзначалася новими інтерпретаціями. Таким чином, для різних артистів, представників рок- та інді-жанрів, участь в Санремо збіглася з початком приходу успіху в кар'єрі або збільшення популярності.
Однак «Санремо» не може слугувати вичерпною «картиною» всієї італійської музичної сцени, яка складається із безлічі музичних течій та виконавців.

## Журі на «Санремо»

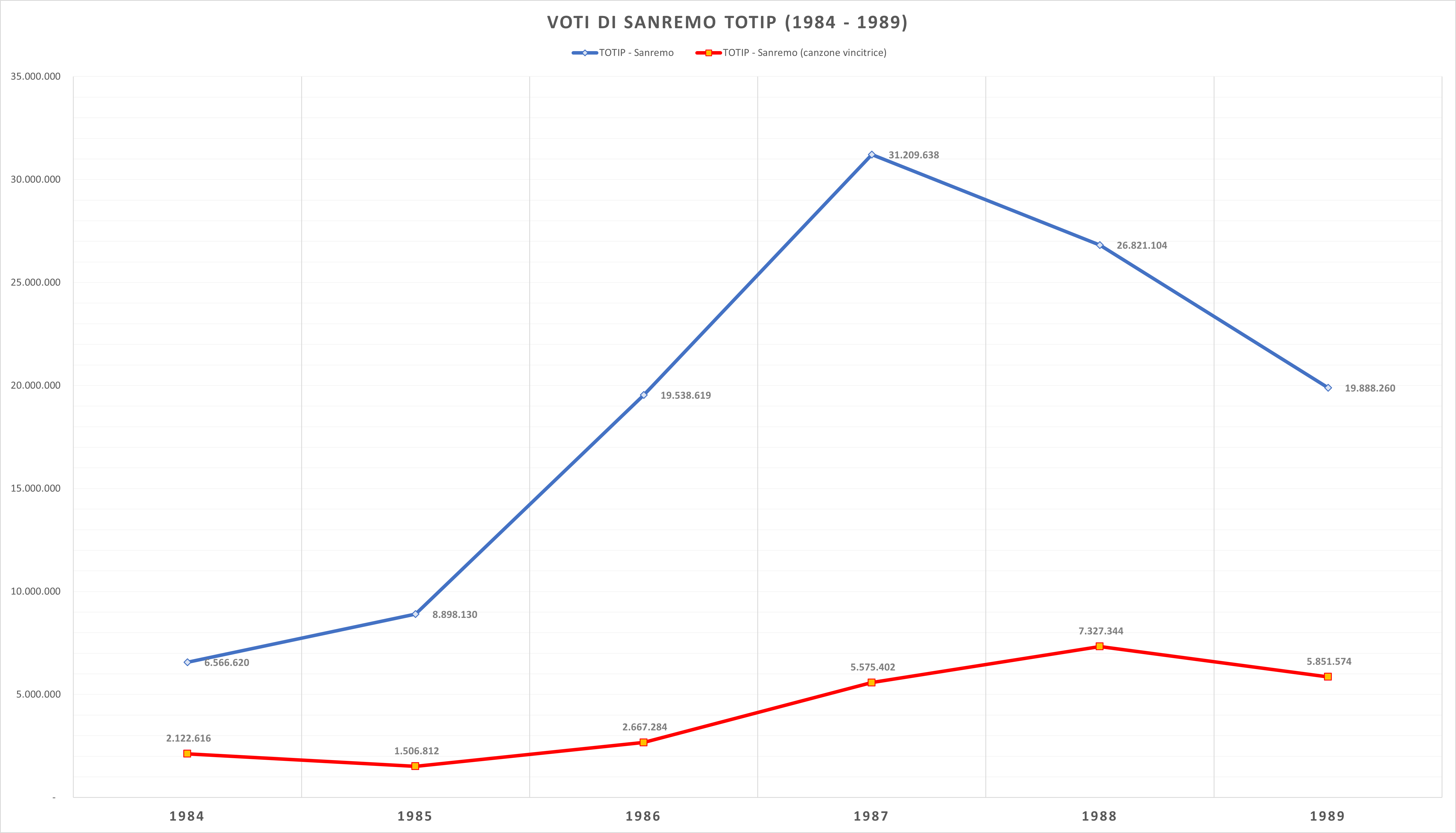
Кількість голосів, відданих з використанням купонів «Totip» на фестивалі «Санремо» з 1984 по 1989 роки.

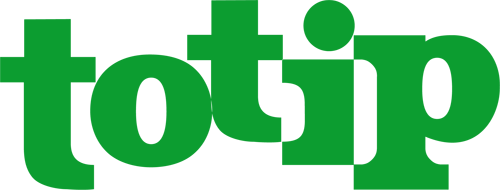
Логотип «Totip», який також був присутній на сцені Фестивалю.

Вибір пісні-переможця на фестивалі «Санремо» у різні часи здійснювався різноманітними способами: у деякі періоди із залученням звичайного, або професійного журі, іноді через народне опитуваня, або пряме голосування громадян Італії та інколи із одночасною комбінацією цих методів.

## Історія голосування

### Від заснування й до 1970-х років
Під час багатьох сезонів фестивалю голосування проводилося шляхом заповнення листівок, а також у поєднанні з проведенням лотереї «Enalotto». Через велику трудомісткість збору й підрахунку листівок з усієї Італії результати оголошувалися за тиждень після самого фестивалю. До 1983 року цей метод використовувався в комбінації з голосуванням журі та опитуванням громадської думки певних категорій людей, які проводилися як безпосередньо в Санремо, так і по всій Італії.

### 1980-ті роки: поєднання Фестивалю з «Totip»
Особливий інтерес та висвітлення у ЗМІ отримало під час сезонів 1980-х років пряме голосування громадян через купони конкурсу «Totip»: відкритий під час «Санремо» 1983 року на експериментальній основі, з 1984 по 1989 роки цей метод використовувався для вибору переможця пісні. Метод мав дуже великий успіх, у тому числі завдяки присутності логотипу «Totip» безпосередньо на сцені театру «Арістон»: починаючи з трохи менше ніж 7 мільйонів голосів, поданих у 1984 році, показники голосувань 1987-го склали понад 30 мільйонів, тоді як 1988 року за пісню-переможицю з найбільшою кількістю голосів Массімо Раньєрі «Perdere l'amore», проголосували понад 7 мільйонів осіб.

### Повернення до опитування та повторне запровадження телеголосування (1990/2004)
Починаючи від сезону 1990 року, пряме голосування громадян було замінено професійним журі та опитуванням громадської думки. З 2004 року пряме голосування було повернуто й без значних змін проводиться у комбінації з іншими методами відбору до сьогодні.

### Критика журі
Окремою проблемою фестивалю є тема розходження між результатами голосування його журі та результатами продажами дисків артистів, що зі свого боку вважається «вердиктом народу», який більше відповідає реальній картині, бо не залежить від прослуховування членами журі.
Багато пісень, оштрафованих журі, фактично були визначені не зовсім повноцінними. Деякі з них не були належно оцінені після першого прослуховування, аж поки через консенсус між публікою та журі виявлявся своєрідний моральний переможець, який майже завжди відрізнявся від офіційного переможця та тих виконавців, які відзначалися призами експертів. Особливо під час вечірніх конкурсів на вибування, деякі оцінки членів журі та зняття з конкурсу певних пісень спричиняли скандали. Фірми-покупці платівок обурювалися таким рішенням журі та вважали їх «короткозорими». А громадська думка висловлювала сумніви в компетентності згаданих експертів та часто навіть висловлювала підозри (ніколи не підтверджені доказами) в маніпуляціях з боку фірм звукозапису.
Менш переконливими були пісні конкурсу, які пройшли до фінального вечора значною мірою за результатами народного голосування. Тут, як і логічно було очікувати, особисті вподобання не завжди свідчили про якість пісень. У таких випадках присутність журі мала би забезпечити (що майже ніколи не вдавалося) об'єктивнішу оцінку та відділити пісні, гідні уваги, від не надто якісних або позбавлених смаку.
Існує багато випадків розбіжності між оцінками пісень від журі фестивалю та громадськості. Прикладом пісень, які не потрапили до фіналу фестивалю, але потім отримали велику популярність у публіки, є: «E se domani» Фаусто Чільяно та Джини Пітні 1964 року, що отримала найбільший успіх у виконанні Міни; «Io che non vivo (senza te)» Піно Донаджо та Джоді Міллер 1965 року, до якої було створено безліч каверів; «Il ragazzo della via Gluck» Адріано Челентано (1966); «Una rosa blu» Мікеле Дзаррілло 1982 року, яку він перезаписав 1998-го; «1950» Амедео Мінґі та «Vita spericolata» Васко Россі 1983 року; «Donne» Дзуккеро (1985); «Confusa e felice» Кармен Консолі (1997); «Mentre tutto scorre» гурту «Negramaro» (2005).

## «Санремо» та «Євробачення»
Фестиваль «Санремо» став основою для створення пісенного конкурсу «Євробачення».
Представники від Італії для «Євробачення» часто відбирався в рамках фестивалю — з 1956 по 1966 роки, а також у 1972, 1997, 2011, 2012, 2013, 2015, 2016 роках, коли участь у «Євробаченні» була прерогативою пісні та виконавця (або одного з виконавців, в роки дуетного виконання), які стали переможцями «Санремо»; з 1967 по 1969 роки, як і у 1987, 1989 та 1993 роках, переможець фестивалю виступав на «Євробаченні» з іншою піснею; у 1988, 1990 та 1992 роках у «Євробаченні» брали участь виконавці, які на фестивалі посідали друге або трєте місце (виступали теж з іншою піснею). З 1970 по 1975 роки від Італії на «Євробаченні» виступав переможець телеконкурсу «Canzonissima» (1972 року він також був також переможцем «Санремо»), а 1984 року на «Євробаченні» брали участь переможці конкурсу «Azzurro 1983». В інших випадках компанія RAI безпосередньо займалась відбором учасників.
1998 року телекомпанія RAI вирішила, що Італія більше не братиме участі в «Єробаченні», куди країна повернулася лише 2011 року. Того року, як і протягом наступних двох, представника Італії на «Євробаченні» призначала спеціальна комісія, яка відбирала його серед учасників «Санремо». Такими стали Рафаель Гуалацці (2011), Ніна Дзіллі (2012) та Марко Менгоні (2013), всі вони потрапили в десятку найкращих виконавців «Євробачення». Лише 2014 року відбором учасника займалась телекомпанія RAI, яка обрала Емму Марроне з піснею «La mia città», що посіла двадцять перше місце. З 2015 року регламентом було встановлено, що на «Євробаченні» буде виступати переможець «Санремо», якщо не відмовиться: того року брав участь гурт «Il Volo», який посів третє місце. 2016 року на «Євробаченні» виступила Франческа Мік'єлін, посівши шістнадцяте місце. Хоча переможцями фестивалю того року стали учасники гурту «Stadio», які відмовились від участі в «Євробаченні» — й туди відправили Франческу, в якої було друге місце за підсумками «Санремо». 2020 року представником Італії обрали переможця фестивалю Діодато з піснею «Fai rumore»; однак «Євробечення» скасували через пандемію COVID-19. 2021 року Італію на «Євробаченні» представляв гурт «Måneskin» з піснею «Zitti e buona». Гурт у підсумку набрав 524 балів, здобувши третю перемогу Італії за всю історію її участі у цьому пісенному конкурсі.

## Трансляції пов'язані з фестивалем

### DopoFestival
З 1992 по 2003, 2007, 2008 та з 2014 по 2020 роки виходила телепередача «DopoFestival» («Післяфестивалля»), який транслювалася після фестивальних вечорів, вона містила інтерв'ю з артистами та дискусії на основні теми, пов'язані з «Санремо», громадськими діячами, музикантами та гостями в студії. Протягом багатьох років передача кілька разів змінювала свою назву, місце знімання та ведучих і транслювалася спочатку на Rai 1 (з 1992 по 2008 і з 2016 по 2019 роки), потім на Rai.tv (у 2014 і 2015 роках) і, нарешті, на RaiPlay (у 2020 році).
| Сезон | Рік  | Назва                                   | Канал   | Учасники                                             | Місце зйомок | Керівник    | Епізоди | Місце                           |
| ----- | ---- | --------------------------------------- | ------- | ---------------------------------------------------- | --- | ----------- | ------- | ------------------------------- |
| 1     | 1992 | DopoFestival                            | Rai 1   | Сандро Чйотті                                        | Вінченцо Молліка, Лучано Де Крещенцо і Джанні Іпполіті                                                                           | Піппо Баудо | 3       | Театр «Арістон»                 |
| 2     | 1993 | DopoFestival                            | Rai 1   | Джанкарло Магаллі і Альба Пар'єтті                   | Роберто Д'Агостіно і Марта Марцотто                                                                                              | Піппо Баудо | 3       | Театр «Арістон»                 |
| 3     | 1994 | DopoFestival                            | Rai 1   | Мара Веньєр                                          | Ренато Дзеро і Роберто Д'Агостіно                                                                                                | Піппо Баудо | 3       | Театр «Арістон»                 |
| 4     | 1995 | DopoFestival                            | Rai 1   | Серена Дандіні                                       | Лучано Де Крещенцо, Фабіо Фаціо і Джанні Іпполіті                                                                                | Піппо Баудо | 4       | Театр «Арістон»                 |
| 5     | 1996 | DopoFestival                            | Rai 1   | Амбра Анджоліні                                      | Лучано Де Крещенцо, Роберто Д'Агостіні, Джанні Іпполіті і Мауріціо Баттіста                                                      | Піппо Баудо | 4       | Театр «Арістон»                 |
| 6     | 1997 | DopoFestival                            | Rai 1   | Бруно Веспа                                          | Джіджі Везінья і Валерія Маріні                                                                                                  | -           | 4       | Театр «Арістон»                 |
| 7     | 1998 | DopoFestival                            | Rai 1   | П'єро К'ямбретті                                     | Ніно Д'Анджело | -           | 4       | Театр «Арістон»                 |
| 8     | 1999 | Sanremo Notte                           | Rai 1   | Ор'єтта Берті                                        | Тео Теоколі і Фабіо Фаціо | -           | 4       | Театр «Арістон»                 |
| 9     | 2000 | Sanremo Notte                           | Rai 1   | Алессія МаркудзіAlessia Marcuzzi                     | I Fichi d'India, Тео Теоколі і Фабіо Фаціо                                                                                       | -           | 4       | Театр «Арістон»                 |
| 10    | 2001 | Dopo il Festival tutti da me            | Rai 1   | Енріко Папі і Раффаелла Карра                        | - | -           | 4       | Театр «Арістон»                 |
| 11    | 2002 | DopoFestival                            | Rai 1   | Сімона Вентура і Франческо Джорджино                 | - | -           | 4       | Театр «Арістон»                 |
| 12    | 2003 | DopoFestival                            | Rai 1   | Піппо Баудо і Джанкарло Магаллі                      | Сімона Ідзо, Піно Массара, Джанні Іпполіті, Джанфранко Віззані, Моніка Сетта, Марко Маккаріні, Мішель Бонев і Адріано Арагодзіні | -           | 4       | Казино «Санремо»                |
| 13    | 2007 | DopoFestival                            | Rai 1   | П'єро К'ямбретті                                     | Габріелла Джермані | -           | 4       | Окрема кімната Театру «Арістон» |
| 14    | 2008 | DopoFestival                            | Rai 1   | Elio e le Storie Tese                                | Лучілла Агості і Лучіа Очоне | -           | 4       | Казино «Санремо»                |
| 15    | 2014 | #dopofestival                           | Rai.tv  | Філліппо Солібелло і Марко Ардеманьї                 | - | -           | 4       | Палаф'йорі в Санремо            |
| 16    | 2015 | #dopofestival                           | Rai.tv  | Саверіо Раймондо і Сабіна Нобіле                     | Стефано Андреолі, Джанфранко Магаллі, Inception e Nirkiop                                                                        | -           | 4       | Окрема кімната Казино «Санремо» |
| 17    | 2016 | DopoFestival                            | Rai 1   | Нікола Савіно і Gialappa's Band                      | Макс Джусті | -           | 4       | Вілла Ормонд в Санремо          |
| 18    | 2017 | DopoFestival                            | Rai 1   | Нікола Савіно і Gialappa's Band                      | Убальдо Пантані | -           | 5       | Вілла Ормонд в Санремо          |
| 19    | 2018 | …Tanto siamo tra amici al DopoFestival  | Rai 1   | Едоардо Лео і Кароліна Ді Доменіко                   | Сабіна Імпачч'яторе, Роландо Равелло, Паоло Дженовезе і Рокко Таніка                                                             | -           | 5       | Казино «Санремо»                |
| 20    | 2019 | DopoFestival — The Dark Side of Sanremo | Rai 1   | Роко Папалео, Анна Фольетта і Мелісса Грета Маркетто | - | -           | 5       | Казино «Санремо»                |
| 21    | 2020 | L'altro Festival                        | RaiPlay | Накола Савіно                                        | Місс Кета, i Gemelli di Guidonia, Валеріо Лундіні і Едді Ансельмі                                                                | -           | 5       | Палаф'йорі в Санремо            |

### PrimaFestival
Починаючи з 2003 року, на телебаченні перед деякими трансляціями «Санремо», йде коротка щоденна передача з попереднім оглядом фестивалю й інтерв'ю з його артистами-конкурентами. З 2017 року ця передача, що зазвичай транслюється після теленовин (TG1) перед кожним вечором фестиваля, отримала назву «PrimaFestival».
| Рік  | Назва                    | Трансляція | Трансляція | Ведучі                        | Ведучі                        | Ведучі                        | Місце                                              |
| Рік  | Назва                    | Початок    | Завершення | Ведучі                        | Ведучі                        | Ведучі                        | Місце                                              |
| ---- | ------------------------ | ---------- | ---------- | ----------------------------- | ----------------------------- | ----------------------------- | -------------------------------------------------- |
| 2003 | Perché Sanremo è Sanremo | 4 березня  | 8 березня  | Марко Маккаріні               | Марко Маккаріні               | Марко Маккаріні               | За лаштунками Театру «Арістон»                     |
| 2013 | Anteprima Sanremo 2013   | 12 лютого  | 16 лютого  | Антонелло Дозе і Марко Преста | Антонелло Дозе і Марко Преста | Антонелло Дозе і Марко Преста | За лаштунками Театру «Арістон»                     |
| 2014 | Sanremo & Sanromolo      | 18 лютого  | 22 лютого  | Pif                           | Pif                           | Pif                           | За лаштунками Театру «Арістон»                     |
| 2016 | Anteprima Sanremo Start  | 9 лютого   | 13 лютого  | Серджо Фріша                  | Серджо Фріша                  | Серджо Фріша                  | За лаштунками Театру «Арістон»                     |
| 2017 | PrimaFestival            | 29 січня   | 11 лютого  | Федеріко Руссо                | Тесс Масадза                  | Герберт Баллеріна             | Кімната Бірібіззі в Казино «Санремо»               |
| 2018 | PrimaFestival            | 26 січня   | 10 лютого  | Серджо Аззізі                 | Мелісса Грета Маркетто        | Мелісса Грета Маркетто        | Кімната Бірібіззі в Казино «Санремо»               |
| 2019 | PrimaFestival            | 25 січня   | 9 лютого   | Сімоне Монтедоро              | Анна Ферцетті                 | Анна Ферцетті                 | Кімната Бірібіззі в Казино «Санремо»               |
| 2019 | PrimaFestival            | 25 січня   | 9 лютого   | Сімоне Монтедоро              | Анна Ферцетті                 | Анна Ферцетті                 | Скляна студія на червоній доріжці Театру «Арістон» |
| 2020 | PrimaFestival            | 27 січня   | 8 лютого   | Gigi e Ross                   | Ема Стокгольма                | Ема Стокгольма                |                                                    |
| 2021 | PrimaFestival            | 27 лютого  | 6 березня  | Джованна Чівітілло            | Джованні Вернія               | Валерія Грачі                 | Театр «Арістон»                                    |
| 2022 | PrimaFestival            | 29 січня   | 5 лютого   | Роберта Капуа                 | Ciro Priello                  | Паола Ді Бенедетто            | Скляна студія на зеленому килимі Театру «Арістон»  |

### DietroFestival
З 2020 року транслюється передача «DietroFestival», що є закулісним монтажем «Санремо». Передача виходить ввечері після завершення фіналу фестивалю у прайм-тайм.

### FuoriFestival
У 2022 році каналі на RaiPlay з 31 січня по 5 лютого ексклюзивно транслювалася передача «FuoriFestival», присвячена «Санремо». Ведучими передачі стали Меліса Грета Маркетто та Аврора Леоне, які знайомили глядача зі співаками, що брали участь в «Санремо», брали інтерв'ю серед людей на вулиці, VIP-персон та експертів щодо фестивалю. Режисером передачі була Алесія Ліонелло.

## Нагороди
- 1985 — Міжнародне гран-прі спектаклю — Найкраща музична передача
- 1986 — Міжнародне гран-прі спектаклю — Найкраща музична передача
- 1987 — Міжнародне гран-прі спектаклю — Найкраща музична передача
- 1988 — Міжнародне гран-прі спектаклю — Найкраща музична передача
- 1991 — Міжнародне гран-прі спектаклю — Найкраща музична передача
- 1995 — Міжнародне гран-прі спектаклю — Найкраща телепередача року
- Премія телережисури 1996 — Премія телережисури
  - Телеподія
- 1997 — Міжнародне гран-прі спектаклю — Найкраща музична передача
- Премія телережисури 2000 — Премія телережисури
  - Програма з рекордною кількістю прослуховувань
- Telegatti 2002 — Міжнародне гран-прі спектаклю
  - Найкраща подія
- Премія телережисури 2002 — Премія телережисури
  - Програма з рекордною кількістю прослуховувань
- Премія телережисури 2003 — Премія телережисури
  - Програма з рекордною кількістю прослуховувань
- Премія телережисури 2007 — Премія телережисури
  - Топ 10
- Премія телережисури 2009 — Премія телережисури
  - Top 10
  - Телеподія
- Премія телережисури 2010 — Премія телережисури
  - Top 10
- Премія телережисури 2011 — Премія телережисури
  - Top 10
- Премія телережисури 2013 — Премія телережисури
  - Top 10
- Премія телережисури 2015 — Премія телережисури
  - Top 10
- Премія телережисури 2016 — Премія телережисури
  - Top 10

## Спонсори
| Рік  | Спонсор        | Спонсор                      | Спонсор  | Спонсор  | Спонсор  | Джерело |
| ---- | -------------- | ---------------------------- | -------- | -------- | -------- | ------- |
| 2008 | Toyota         | Acqua Minerale San Benedetto | Beghelli | Wind     | Wind     | [ 87 ]  |
| 2009 | Ferrero        | Le Fablier                   | Beghelli | Wind     | Wind     | [ 88 ]  |
| 2010 | Ferrero        | Mondelēz                     | Beghelli | Wind     | Wind     | [ 89 ]  |
| 2011 | Volkswagen     | Procter & Gamble             | Beghelli | Eni      | Eni      | [ 90 ]  |
| 2012 | Volkswagen     | Procter & Gamble             | Beghelli | Eni      | Eni      | [ 90 ]  |
| 2013 | FIAT           | Mondelēz                     | Samsung  | Vodafone | Vodafone | [ 91 ]  |
| 2014 | Suzuki         | Procter & Gamble             | Conad    | Findus   | Findus   | [ 92 ]  |
| 2015 | Suzuki         | UniCredit                    | Conad    | Wind     | Wind     | [ 93 ]  |
| 2016 | Suzuki         | UniCredit                    | Orogel   | TIM      | TIM      | [ 94 ]  |
| 2017 | TIM            | TIM                          | TIM      | TIM      | TIM      | [ 95 ]  |
| 2018 | TIM            | TIM                          | TIM      | TIM      | TIM      | [ 96 ]  |
| 2019 | TIM            | TIM                          | TIM      | TIM      | TIM      | [ 97 ]  |
| 2020 | TIM            | TIM                          | TIM      | TIM      | TIM      | [ 98 ]  |
| 2021 | TIM            | TIM                          | TIM      | TIM      | TIM      | N.D.    |
| 2022 | Eni gas e luce | Costa Crociere               | Lavazza  | Ferrero  | Suzuki   | [ 99 ]  |

## Транслювання

### Телебачення

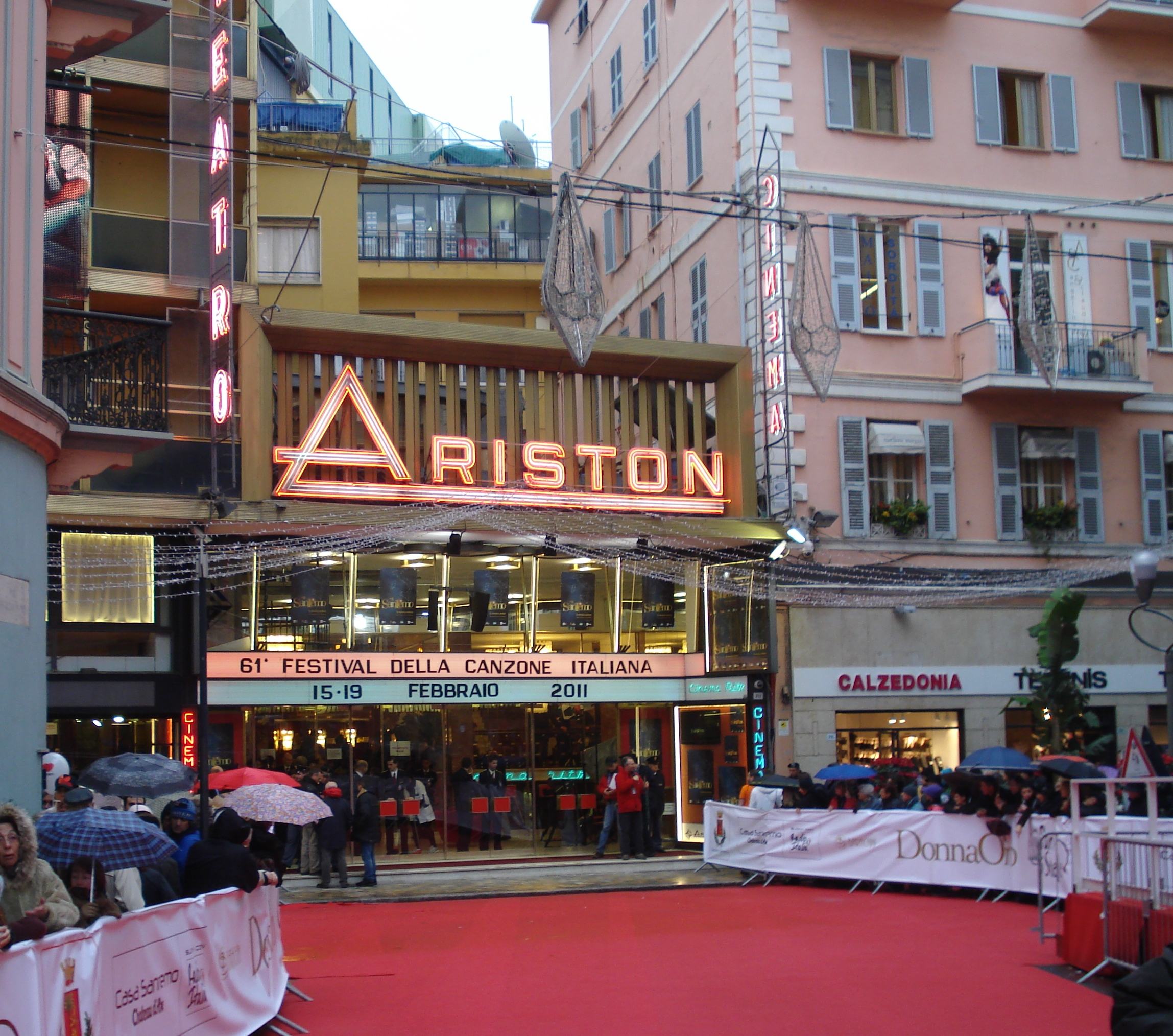
Театр «Арістон» (2011)

- Rai 1, з 1955 року (1955—1972 роки й з 1981-го—повністю; 1963, 1969, та 1973—1980 роки — тільки фінал)
- Трансляція «Євробаченням» на європейських державних каналах: 1955 року (фінал), з 1958-го (весь фестиваль)
- Rai 2 (перші два вечори 1963 та 1969 років)
- Rai Premium, з 2004 року транслює повтор наступного дня після трансляції
- RaiSat Album/Rai Extra, транслювали повтор (2000—2010)

### Радіо
- Rai Radio 2, прямий ефір
- RTL 102.5, прямий ефір

### Онлайн
- RaiPlay, прем'єра на сайті Rai.tv, в прямому ефірі та за запитом з 2007 року.

## Критика «Санремо»
Аналіз фестивалю проводився багатьма видатними діячами італійської культури, які його оцінювали, зокрема, з точки зору історично-культурного контексту 1950-х—60-х років. 1969 року режисер П'єр Паоло Пазоліні опублікував в журналі «Tempo illustrato» статтю з негативною критикою фестивалю, «„Санремо“: бідна нісенітниця», де писав: «Фестиваль „Санремо“ розпочався та закінчився. Міста були безлюдними; всі італійці сиділи перед телевізорами. Фестиваль „Санремо“ зі своїми пісеньками назавжди руйнує суспільство […]». За словами Пазоліні, фестиваль уособлював конформізм та культурну порожнечу в неокапіталістичному італійському суспільстві. Але на думку історика Агостіно Джованьйолі критику Пазоліні не можна порівнювати зі снобістською відмовою, упереджено ворожою до «речей, які подобаються людям», а скоріше з грамшистським прагненням зрозуміти механізми масового культурного виробництва та його політичної експлуатації. Надалі, історик Сільвіо Ланаро, підкреслюючи цей аспект, пов'язував його з католицькою культурною гегемонією у повоєнній Італії: «Клімат словесної цнотливості пронизує всі види дозвілля, насамперед легку музику. Поки за кордоном прославляється талант Жоржа Брассенса, а Жульєт Греко в печерах латинського кварталу Парижа грає в п'єсах Жана-Поля Сартра і Ремона Кено, в Італії тріумфують марші Армандо Франьї, прибувають наші, „гасконьські курсанти“ чи „пожежники з Віджу“, а найпопулярніший Фестиваль „Санремо“, відкритий 1951 року, освячує пісні, що стікають патріотичною актуальністю („Vola colomba“), прісною і трепетною сатирою („Papaveri e papere“), неоднозначними данинами альпінізму („Vecchio scarpone“), сльозливою похвалою материнства („Tutte le madri“), жалюгідними закликаннями до сервільності („Arriva il direttor!“), заїканнями та мимовільними дурницями („Casetta in Canada“); поцілунки, як правило, заборонені, а кохання дозволяється лише для того, щоб нагадати, що воно часто закінчується погано („Grazie per i fior“), або у всякому разі породжує страждання і нещастя („Viale d'autunno“, „Buongiorno tristezza“, „Amare un'altra“)». Італійський пісняр, музикознавець та журналіст Мікеле Страньєро, розбираючи в есе «Антиісторія пісеньок Італії» культурну наступність між Фестивалем «Санремо» 1950-х років та естрадною музикою, що використовувалася фашистським режимом, знайшов у ній спосіб пропаганди та психологічного натиску. Цю наступність він бачив й в особі Джуліо Радзі, колишнього програмного директора EIAR, а потім художнього керівника RAI та підписанта регламенту першого сезону Фестиваля «Санремо».